# Liste der Biografien/Albe
Liste der Biografien |
Portal Biografien |
Personensuche
# |
A |
B |
C |
D |
E |
F |
G |
H |
I |
J |
K |
L |
M |
N |
O |
P |
Q |
R |
S |
T |
U |
V |
W |
X |
Y |
Z |
?
 
Aa |
Ab |
Ac |
Ad |
Ae |
Af |
Ag |
Ah |
Ai |
Aj |
Ak |
Al |
Am |
An |
Ao |
Ap |
Aq |
Ar |
As |
At |
Au |
Av |
Aw |
Ax |
Ay |
Az
 
Ala |
Alb |
Alc |
Ald |
Ale |
Alf |
Alg |
Alh |
Ali |
Alj |
Alk |
All |
Alm |
Aln |
Alo |
Alp |
Alq |
Alr |
Als |
Alt |
Alu |
Alv |
Alw |
Alx |
Aly |
Alz
 
Alba |
Albe |
Albh |
Albi |
Albl |
Albo |
Albr |
Albs |
Albu |
Alby
Die Liste der Biografien führt alle Personen auf, die in der deutschsprachigen Wikipedia einen Artikel haben. Dieses ist eine Teilliste mit 630 Einträgen von Personen, deren Namen mit den Buchstaben „Albe“ beginnt.

## Albe
- Albe, Frank (* 1964), deutscher Wirtschaftswissenschaftler und Hochschullehrer
- Albe, George Friedrich von der (1662–1717), deutscher Generalleutnant
- Albé, Giacomo (1829–1893), italienischer Maler

### Albea
- Albeau, Antoine (* 1972), französischer Windsurfer

### Albec
- Albeck, Chanoch (1890–1972), jüdischer Gelehrter
- Albeck, Schalom (1858–1920), jüdischer Gelehrter
- Albeck, Thomas (1956–2017), deutscher Fußballspieler und -funktionär
- Albecker, Christian (* 1955), französischer Spitzenbeamter und Theologe, Präsident der Union Protestantischer Kirchen von Elsass und Lothringen

### Albed
- Albeda, Wil (1925–2014), niederländischer Politiker, Ökonom und Hochschullehrer (ARP, CDA)
- Albedil, Margarita Fjodorowna (* 1946), sowjetisch-russische Ethnographin, Historikerin, Religionswissenschaftlerin und Indologin
- Albedyl, Heinrich Otto von (1666–1738), schwedischer Generalleutnant der Infanterie
- Albedyll, Emil von (1824–1897), preußischer General der Kavallerie
- Albedyll, Eugen von (1842–1916), preußischer Generalleutnant
- Albedyll, Georg von (1835–1907), preußischer General der Kavallerie
- Albedyll, Heinrich von (1865–1942), preußischer Generalmajor im Ersten Weltkrieg
- Albedyll, Krister von (1876–1942), deutscher Major und Schriftsteller

### Albee
- Albee, Arden (1928–2025), US-amerikanischer Mineraloge
- Albee, Edward (1928–2016), US-amerikanischer Schriftsteller

### Albeg
- Albegow, Ruslan Wladimirowitsch (* 1988), russischer Gewichtheber

### Albek
- Albek, Anna (* 2001), ungarische Handballspielerin
- Albek, József (* 1999), österreichischer Handballspieler

### Albel
- Albel, Günther (* 1974), österreichischer Kommunalpolitiker, Bürgermeister von Villach
- Albelda, David (* 1977), spanischer Fußballspieler
- Albelin, Tommy (* 1964), schwedischer Eishockeyspieler und -trainer
- Albella, Gustavo (1925–2000), argentinischer Fußballspieler

### Alben
- Albenas, Francis D’ (* 1996), uruguayischer Fußballspieler
- Albenas, Jonas (* 2002), algerisch-französischer Fußballspieler
- Albenga, Alessandro (* 1957), italienischer Organist
- Albéniz, Baltasar (1905–1978), spanischer Fußballspieler und -trainer
- Albéniz, Isaac (1860–1909), spanischer Komponist und PianistIsaac Albéniz (1860–1909)

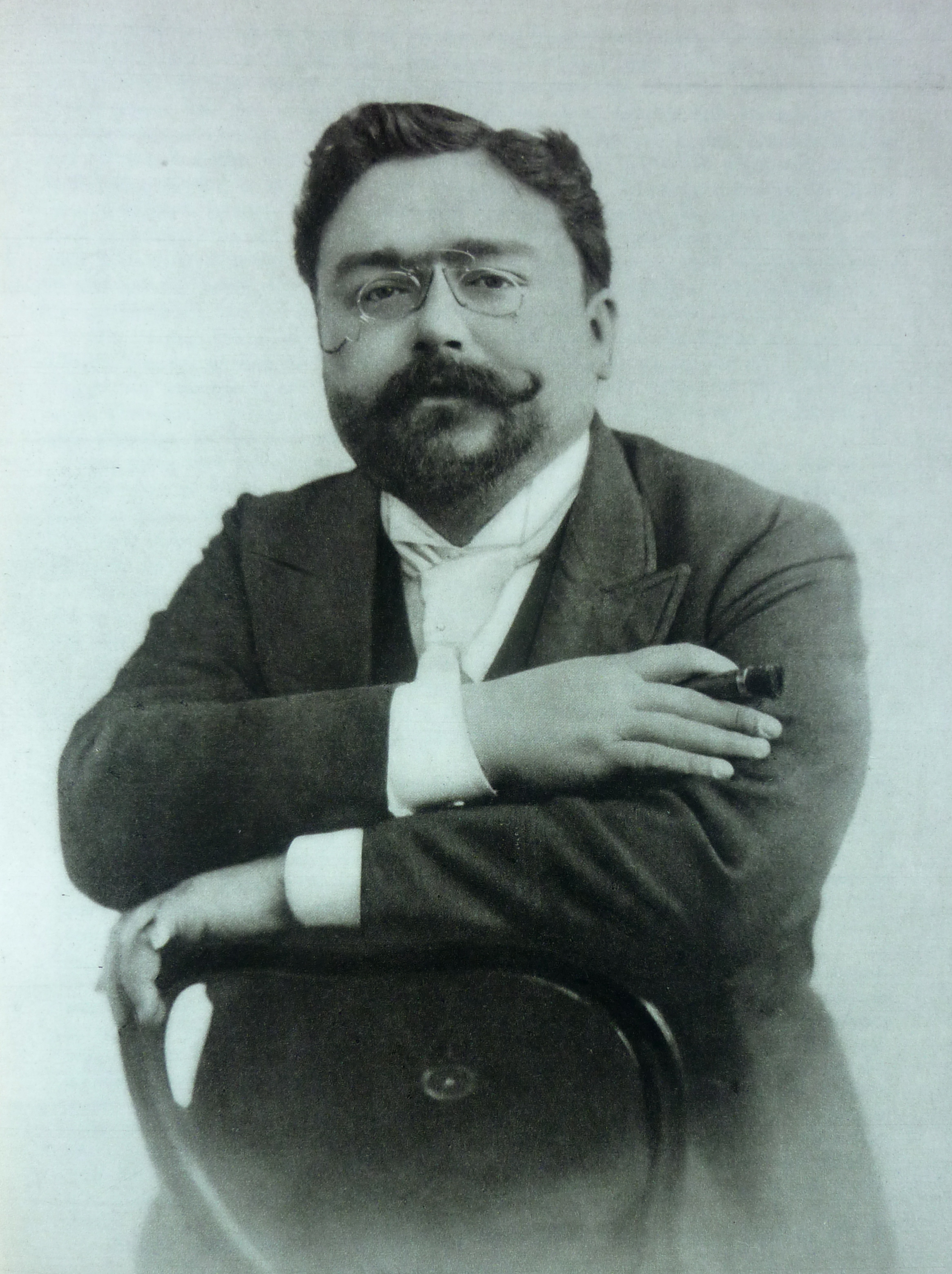
Isaac Albéniz (1860–1909)

- Albéniz, Mateo (1755–1831), spanischer Komponist, Kirchenmusiker und Musiktheoretiker
- Albéniz, Pedro (1795–1855), spanischer Pianist und Komponist
- Albentosa, Raúl (* 1988), spanischer Fußballspieler

### Alber
- Alber von Windberg, mittelhochdeutscher Dichter
- Alber, Albin (1815–1877), österreichischer Unternehmer und Politiker
- Alber, Björn-Arne (* 1981), deutscher Volleyballtrainer und -spieler
- Alber, Christel (* 1939), deutsche Juristin, Richterin am Bundesfinanzhof
- Alber, Erdmute (* 1963), deutsche Ethnologin mit Forschungsschwerpunkten in Politik- und Verwandtschaftsethnologie
- Alber, Franz (* 1935), italienischer Politiker (Südtirol)
- Alber, Franziska (* 1988), deutsche Schauspielerin und Moderatorin
- Alber, Gernot (* 1957), österreichischer Physiker und Hochschullehrer
- Alber, Herbert (1911–2006), deutscher Architekt
- Alber, Jens (* 1947), deutscher Soziologe und Politologe
- Alber, Johann Nepomuk (* 1753), ungarischer Theologe
- Alber, Jonas (* 1969), deutscher Dirigent
- Alber, Karl (* 1948), deutscher Fußballspieler und Bürgermeister
- Alber, Kurt (1908–1961), deutscher Fotograf
- Alber, Mara (* 2005), deutsche Fußballspielerin
- Alber, Martha (1893–1955), österreichische Textilkünstlerin
- Alber, Matthäus (1495–1570), deutscher ReformatorMatthäus Alber (1495–1570)

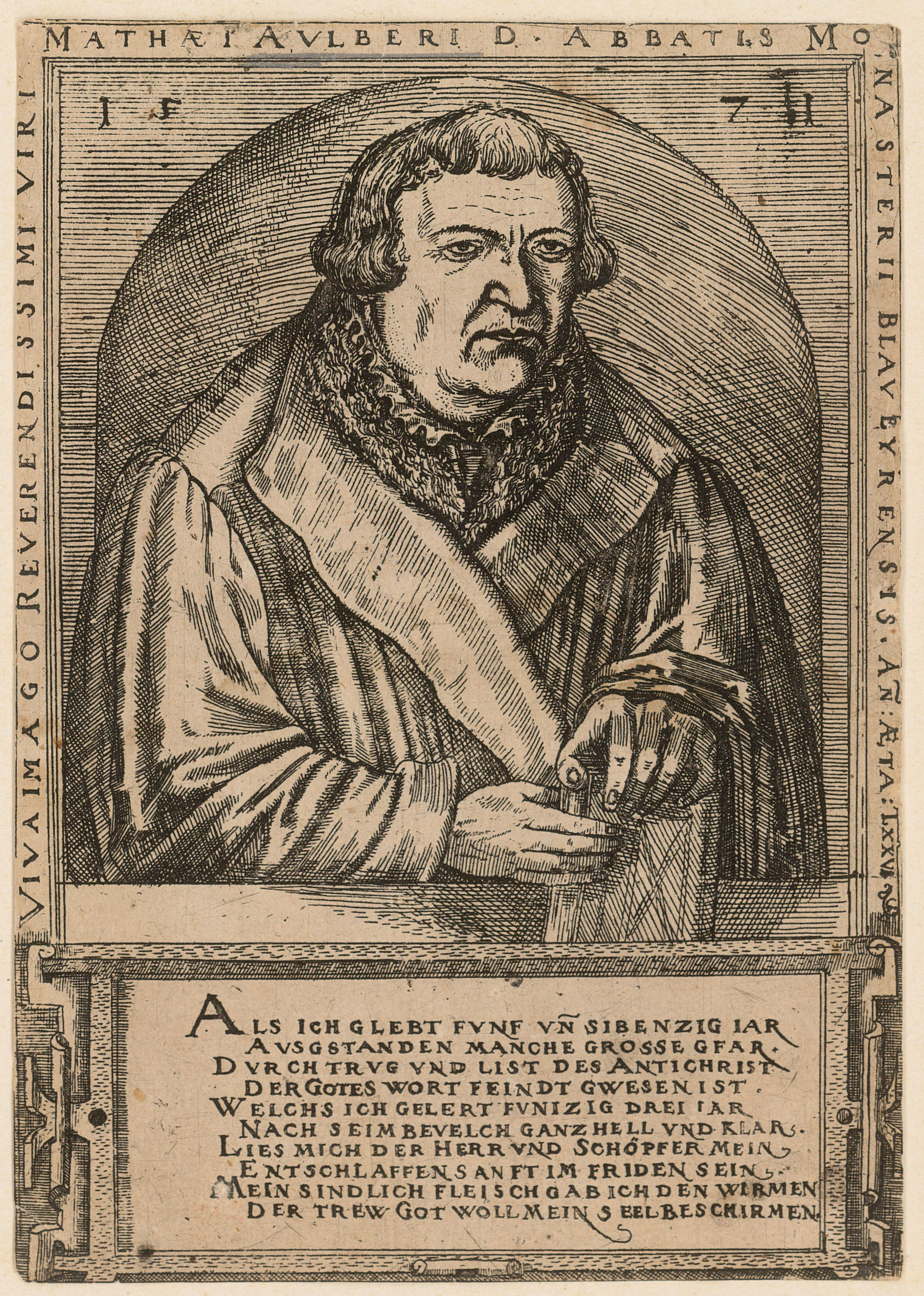
Matthäus Alber (1495–1570)

- Alber, Matthias (1603–1663), kursächsischer Amtmann
- Alber, Patch (* 1989), US-amerikanisch-deutscher Eishockeyspieler
- Alber, Patricia (* 1988), österreichische Politikerin (ÖVP), Landtagsabgeordnete
- Alber, Paul (1880–1966), deutscher Schafzüchter
- Alber, Reinhard (* 1964), deutscher Radrennfahrer
- Alber, Richard (1893–1962), deutscher Landrat
- Alber, Siegbert (1936–2021), deutscher Politiker (CDU), MdB, MdEP
- Alber, Winfrid (* 1946), deutscher Verwaltungsjurist
- Alber, Wolfgang (* 1948), deutscher Journalist und Kulturwissenschaftler

#### Albera
- Albera, Paolo (1871–1943), Bischof von Mileto
- Albera, Paul (1845–1921), Generalober der Ordensgemeinschaft Salesianer Don Boscos
- Alberada von Buonalbergo, Ehefrau des Herzogs von Apulien und Kalabrien Robert Guiskard
- Alberani, Alberto (* 1947), italienischer Wasserballspieler
- Alberani, Amerigo (* 1942), italienischer Schauspieler und Filmregisseur

#### Alberc
- Alberc i Vila, Pere (1517–1582), katalanischer Pianist, Organist und Orgelbauer

#### Alberd
- Alberdi Castell, Rosamaria (* 1951), spanische Krankenschwester, Politikerin und Hochschullehrerin
- Alberdi Recalde, Lope (1869–1948), baskischer Orgelbauer
- Alberdi y Aguirrezábal, Antonio (1893–1986), baskischer Orgelbauer, Organist und Komponist
- Alberdi, Juan Bautista (1810–1884), argentinischer Politiker, Schriftsteller, Diplomat und Journalist
- Alberdi, Maite (* 1983), chilenische Filmemacherin
- Alberdingk Thijm, Catharina Louisa Maria (1848–1908), niederländische Schriftstellerin
- Alberdingk, Clementine (1890–1966), österreichische Malerin und Grafikerin

#### Albere
- Alberegno, Jacobello, italienischer Maler
- Alberer, Alois (1922–2011), österreichischer Politiker (SPÖ), Abgeordneter zum Nationalrat, Landtagsabgeordneter, Mitglied des Bundesrates

#### Alberg
- Alberg, Manuel (* 2001), deutscher Eishockeyspieler
- Alberg, Petur (1885–1940), Komponist der Nationalhymne der Färöer
- Alberg, Roland (* 1990), surinamisch-niederländischer Fußballspieler
- Alberga, Eleanor (* 1949), britische Komponistin
- Albergaria, Lopo Soares de, portugiesischer Seefahrer und dritter Generalgouverneur des Estado da India
- Albergati, Antonio (1566–1634), Bischof und Apostolischer Nuntius
- Albergati, Fabio († 1605), italienischer Schriftsteller und Diplomat
- Albergati, Niccolò (1375–1443), italienischer Kardinal und Diplomat
- Albergati, Pirro (1663–1735), italienischer Komponist des Barock
- Albergati-Ludovisi, Niccolò (1608–1687), italienischer Kardinal der Römischen Kirche und Erzbischof von Bologna
- Alberghetti, Anna Maria (* 1936), italienische Schauspielerin und Sängerin (Sopran)
- Alberghi, Paolo Tommaso (1716–1785), italienischer Geiger und Komponist
- Alberghini, Giuseppe (1770–1847), Kardinal der Römischen Kirche
- Alberghini, Ignazio (1789–1869), italienischer Priester
- Alberghini, Simone (* 1973), italienischer OpernsängerSimone Alberghini (* 1973)

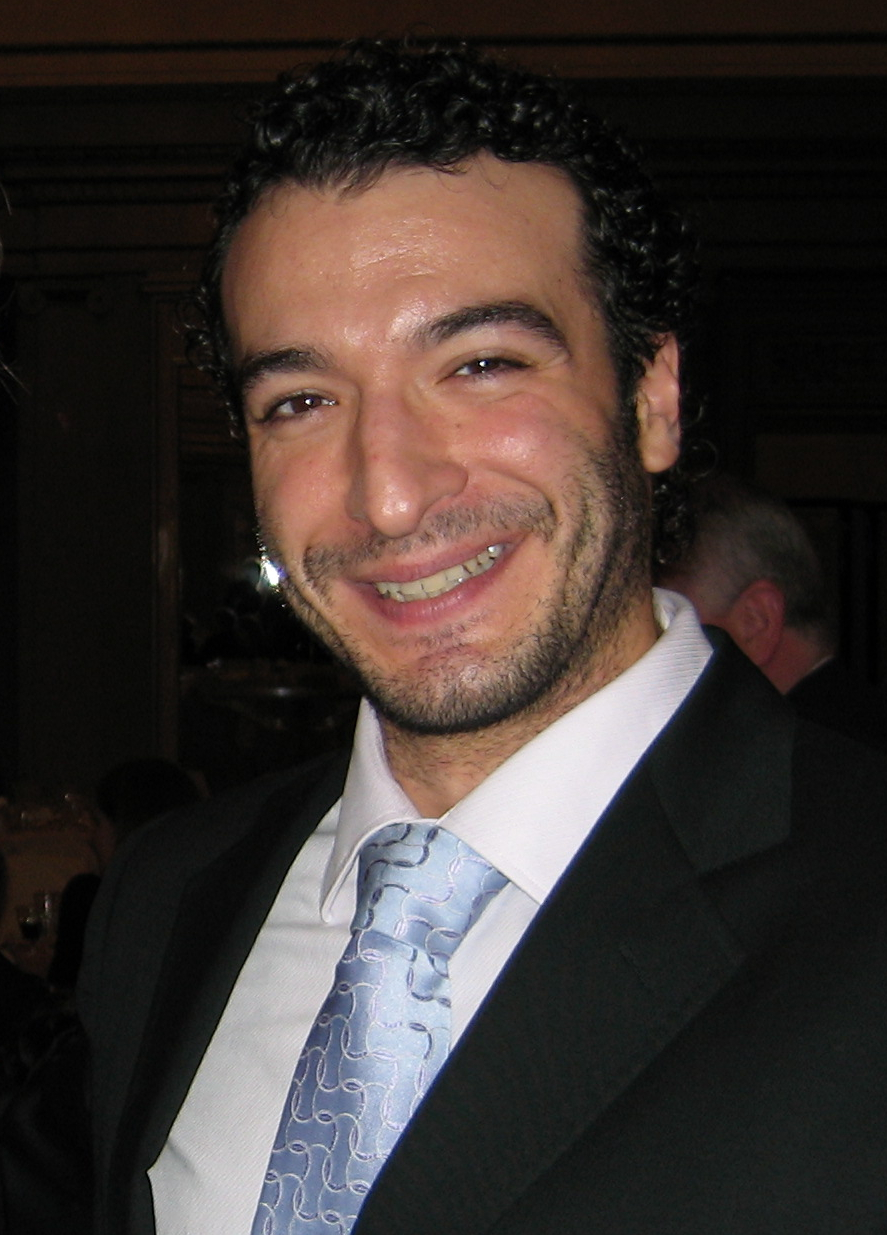
Simone Alberghini (* 1973)

- Albergoni, Simone (* 1981), italienischer Endurosportler

#### Alberi
- Albéric Clément († 1191), Herr von Le Mez Maréchal, Marschall von Frankreich
- Albéric de Pisançon, französischer Autor des Mittelalters
- Alberich († 838), Benediktiner, Abt des Klosters Saint-Etienne in Dijon und Bischof von Langres
- Alberich i Corominas, Honorat (1786–1836), katalanischer Komponist und Kirchenkapellmeister
- Alberich I., Markgraf von Spoleto
- Alberich I. von Utrecht († 784), Abt, Bischof von Utrecht und Heiliger
- Alberich II. († 954), Fürst von Rom
- Alberich von Cîteaux († 1109), Prior im Benediktinerkloster Molesme, 2. Abt von Cîteaux
- Alberich von Merseburg, Bischof von Merseburg (um 1050)
- Alberich von Montecassino, Mönch in Montecassino und Verfasser von theologischen und hagiographischen Schriften sowie Abhandlungen zur Stilkunst
- Alberich von Reims († 1141), katholischer Theologe und Frühscholastiker
- Alberich von Trois-Fontaines, französischer Chronist
- Albericio, Fernando (* 1953), spanischer Chemiker (Peptid- und Protein-Chemie)
- Alberico, Neil (* 1992), US-amerikanischer Automobilrennfahrer
- Albericus Londoniensis, Mönch und Gelehrter
- Alberigo, Giuseppe (1926–2007), italienischer Theologe und Kirchenhistoriker
- Alberings, Arturs (1877–1934), lettischer Politiker, Mitglied der Saeima und Ministerpräsident
- Alberini, Elia Antonio (1812–1876), Bischof von Ascoli Piceno, Italien
- Alberini, Filoteo (1867–1937), italienischer Ingenieur, Erfinder und Filmemacher
- Alberio, Tomas (* 1989), italienischer Bahn- und Straßenradrennfahrer
- Alberione, Giacomo (1884–1971), italienischer Priester der Römisch-katholischen Kirche und Ordensgründer
- Alberizzi, Mario (1609–1680), italienischer Kardinal und Bischof

#### Alberm
- Albermager, Fernando (* 1979), uruguayischer Fußballspieler
- Alberman, Gal (* 1983), israelischer Fußballspieler
- Albermann, Franz (1877–1959), deutscher Bildhauer
- Albermann, Max (1870–1927), deutscher Kommunalpolitiker
- Albermann, Wilhelm (1835–1913), deutscher Bildhauer

#### Albern
- Alberni, Luis (1886–1962), spanisch-amerikanischer Schauspieler
- Alberni, Pedro de (1747–1802), spanischer Offizier und Politiker

#### Albero
- Albero I. von Löwen († 1129), Bischof von Lüttich
- Albero II. von Lüttich († 1145), Bischof von Lüttich
- Albero II. von Polheim († 1253), Landrichter von Österreich ob der Enns
- Albero III. von Kuenring († 1182), österreichischer Ministerialadeliger, Sohn von Albero I.
- Albero V. von Kuenring-Dürnstein († 1260), österreichischer Ministerialadeliger, Sohn von Hadmar III.
- Albero V. von Puchheim (* 1310), Mitglied des Herrenstandes, Landeshauptmann der Steiermark
- Albero von Montreuil († 1152), Erzbischof von Trier
- Alberola Rojas, Javier (* 1991), spanischer Fußballschiedsrichter
- Alberoni, Francesco (1929–2023), italienischer Journalist und Soziologe
- Alberoni, Giulio (1664–1752), italienischer Kardinal

#### Alberr
- Alberro, Alexander (* 1957), US-amerikanischer Kunstkritiker und Professor für Kunstgeschichte

#### Albers
- Albers, André (* 1988), deutscher Podcaster und Sportjournalist
- Albers, Andreas (* 1990), dänischer FußballspielerAndreas Albers (* 1990)

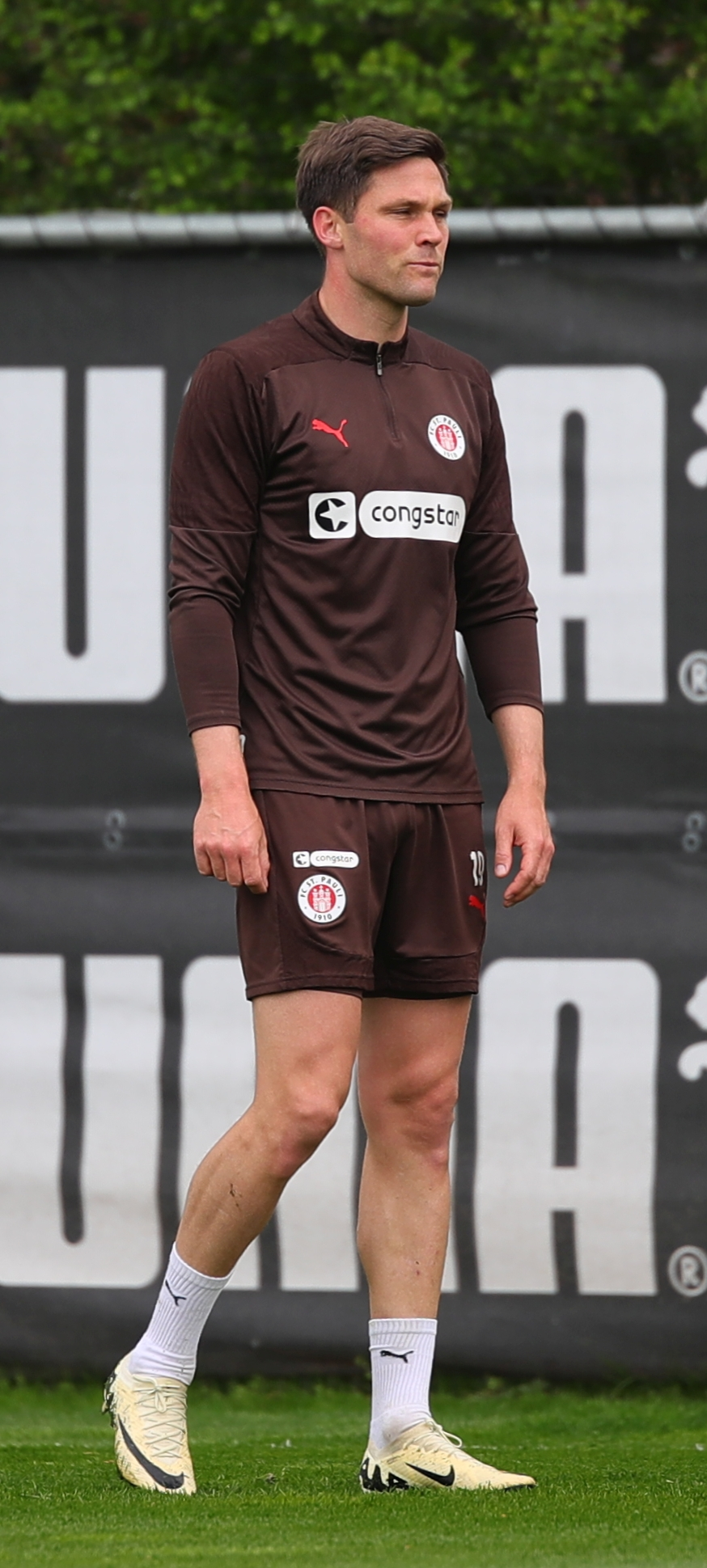
Andreas Albers (* 1990)

- Albers, Anni (1899–1994), deutsch-amerikanische Textilkünstlerin, Weberin und Grafikerin
- Albers, Anton Daniel (1774–1841), Bremer Kaufmann und Senator
- Albers, Anton der Ältere (1765–1844), deutsch-schweizerischer Maler
- Albers, Anton der Jüngere (1877–1915), deutscher Maler
- Albers, Bernd (1957–2022), deutscher Architekt, Stadtplaner und Hochschullehrer
- Albers, Bruno (1866–1941), deutscher Benediktiner und Kirchenhistoriker
- Albers, Burkhard (* 1959), deutscher Kommunalpolitiker
- Albers, Carsten (* 1968), deutscher Anglist
- Albers, Christian (1870–1944), deutscher Jurist und Politiker
- Albers, Christijan (* 1979), niederländischer Automobilrennfahrer
- Albers, Detlev (1943–2008), deutscher Politologe und Politiker (SPD)
- Albers, Eef (* 1951), niederländischer Jazzgitarrist
- Albers, Felice (* 1999), niederländische Hockeyspielerin
- Albers, Friedrich (1881–1936), deutscher Politiker (FVP, DDP, DStP), MdL
- Albers, Georg Wilhelm (1800–1876), Bremer Jurist und Senator
- Albers, Gerd (1919–2015), deutscher Architekt, Stadtplaner und Hochschullehrer
- Albers, Hans, deutscher Rugbyspieler
- Albers, Hans (1891–1960), deutscher Schauspieler und SängerHans Albers (1891–1960)

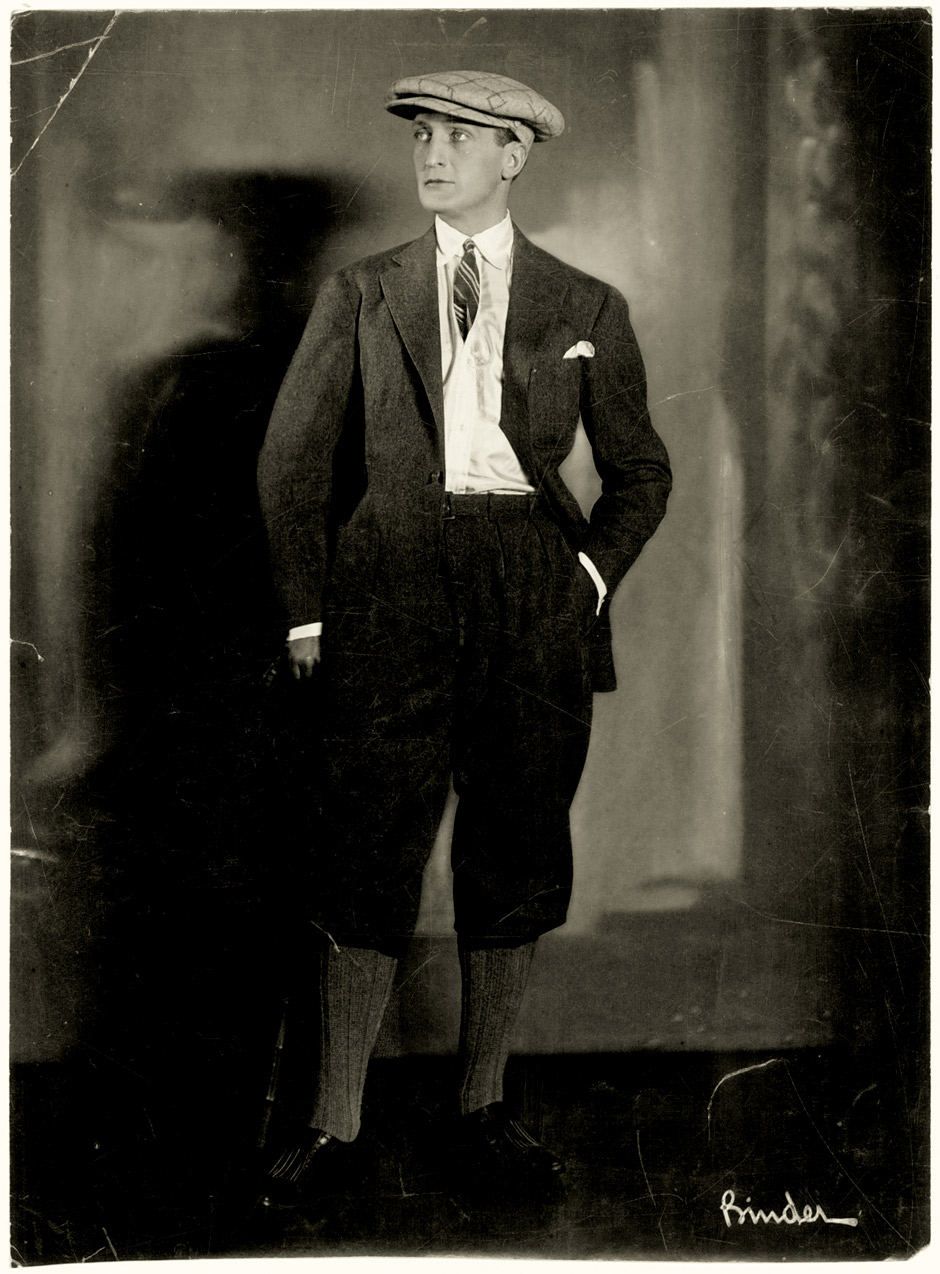
Hans Albers (1891–1960)

- Albers, Hans (1925–1999), deutscher Chemiker, Vorstandsvorsitzender der BASF
- Albers, Hans-Jürgen (* 1943), deutscher Hochschulrektor, Hochschullehrer für Ökonomie und Wirtschaftsdidaktik
- Albers, Hans-Karl (* 1939), deutscher Zahnmediziner
- Albers, Hartmut (* 1943), deutscher Jurist und Vorsitzender Richter am Bundesverwaltungsgericht (2000–2008)
- Albers, Heinrich Christian (1773–1833), deutscher Kartograph
- Albers, Henk (1927–1987), niederländischer Comiczeichner
- Albers, Henry (1904–1987), deutscher Chemiker und Professor
- Albers, Herbert (1908–2001), deutscher Frauenarzt
- Albers, Hermine (1894–1955), deutsche Sozialwissenschaftlerin und Mitgründerin der Arbeitsgemeinschaft für Jugendpflege und -fürsorge
- Albers, Hilarius (1899–1971), deutscher Dominikanerpater und päpstlicher Gesandter
- Albers, Irene (* 1967), deutsche Romanistin
- Albers, Jan (* 1971), deutscher Künstler
- Albers, Johann (1890–1964), deutscher Politiker (FDP), MdL, niedersächsischer Landesminister
- Albers, Johann Abraham (1772–1821), deutscher Arzt und Geburtshelfer
- Albers, Johann Christoph (1741–1800), deutscher Kaufmann
- Albers, Johann Christoph (1795–1857), deutscher Mediziner, Botaniker und Malakologe; Direktor der Tierarzneischule Berlin
- Albers, Johann Friedrich Hermann (1805–1867), deutscher Mediziner und Pathologe
- Albers, Johann Heinrich (1774–1855), deutscher Kaufmann und Mäzen
- Albers, Johannes (1890–1963), deutscher Politiker (Zentrum, CDU), MdL, MdB
- Albers, Jon (* 1976), deutscher Klassischer Archäologe
- Albers, Josef (1888–1976), deutscher Maler, Kunsttheoretiker und -pädagogeJosef Albers (1888–1976)

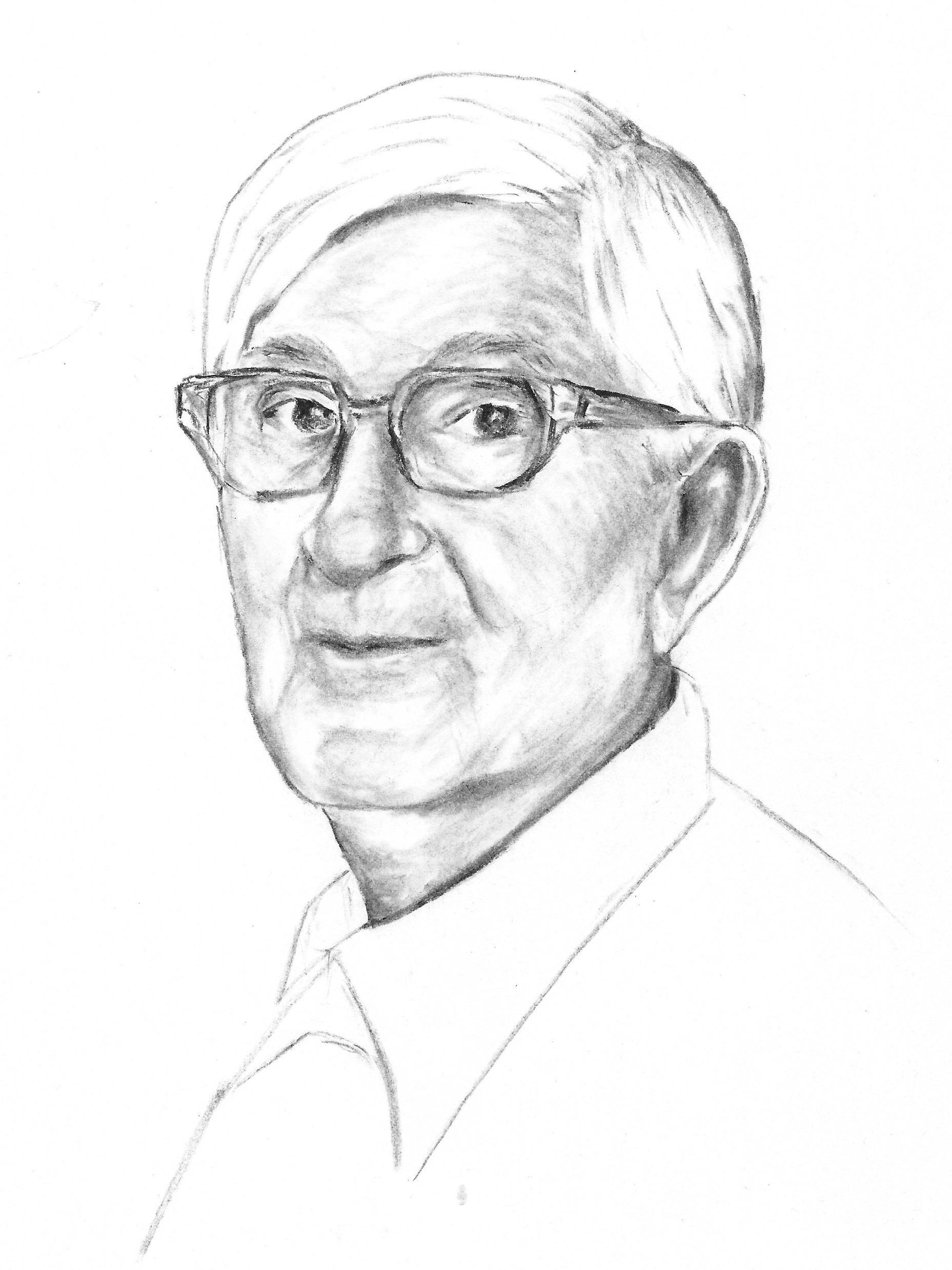
Josef Albers (1888–1976)

- Albers, Julie, US-amerikanische Cellistin
- Albers, Jürgen (* 1951), saarländischer Künstler und Redakteur des Saarländischen Rundfunks
- Albers, Karin (* 1954), deutsche Filmregisseurin, Kamerafrau, Produzentin, Künstlerin und Fotografin
- Albers, Katharina (* 2001), deutsche Radsportlerin
- Albers, Marion (* 1961), deutsche Rechtswissenschaftlerin
- Albers, Markus (* 1969), deutscher Journalist
- Albers, Martin (* 1953), deutscher Politiker (CDU)
- Albers, Michael (* 1966), deutscher Politiker (SPD), MdL
- Albers, Paul (1919–2009), deutscher SS-Obersturmführer und Kriegsverbrecher
- Albers, Paul (* 1985), kanadischer Eishockeyspieler
- Albers, Peter (1901–1955), deutscher Politiker (CDU), MdL
- Albers, Peter (* 1958), deutscher Schauspieler
- Albers, Simón (* 1983), deutscher Fernsehmoderator und Hörfunkmoderator
- Albers, Sonja-Verena (* 1972), deutsche Molekularbiologin und Hochschullehrerin
- Albers, Sönke (* 1948), deutscher Ökonom und Hochschullehrer
- Albers, Susan (* 1983), deutsche Sängerin, Pianistin und Songwriterin
- Albers, Susanne (* 1965), deutsche Informatikerin und Hochschullehrerin
- Albers, Theresia (1872–1949), Lehrerin und Ordensgründerin
- Albers, Timm (* 1974), deutscher Erziehungswissenschaftler und Bildungsforscher
- Albers, Ulrike (* 1966), deutsche Designerin und Schriftstellerin
- Albers, Wilhelm Karl Kurt (1918–2000), deutscher Wirtschaftswissenschaftler und Hochschullehrer
- Albers, Wolfgang (* 1950), deutscher Politiker (PDS, WASG, Die Linke), MdA
- Albers, Wolfgang (* 1955), deutscher Jurist und Polizeipräsident (Bonn, Köln)Wolfgang Albers (* 1955)

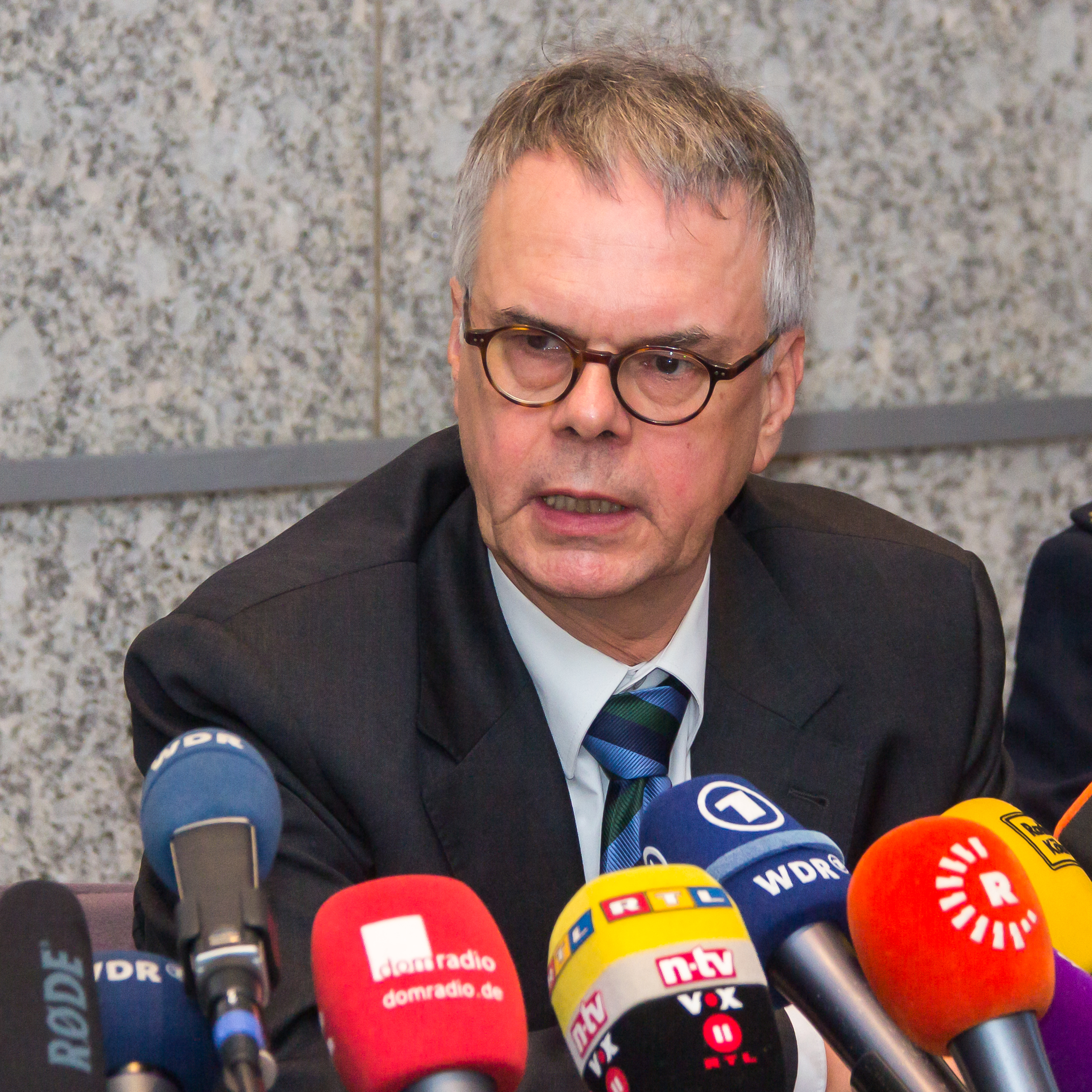
Wolfgang Albers (* 1955)

- Albers-Schönberg, Heinrich (1865–1921), deutscher Röntgenologe
- Albersheim, Gerhard (1902–1996), US-amerikanischer Musikwissenschaftler und Pianist deutscher Herkunft
- Alberstein, Chava (* 1946), israelische Sängerin und Komponistin

#### Albert
- Albert, Abt des Klosters Bredelar
- Albert († 1252), Bischof von Chiemsee
- Albert, Herzog von Strehlitz
- Albert (1798–1869), deutscher Adliger, Fürst von Schwarzburg-Rudolstadt
- Albert (1828–1902), König von SachsenAlbert (1828–1902)

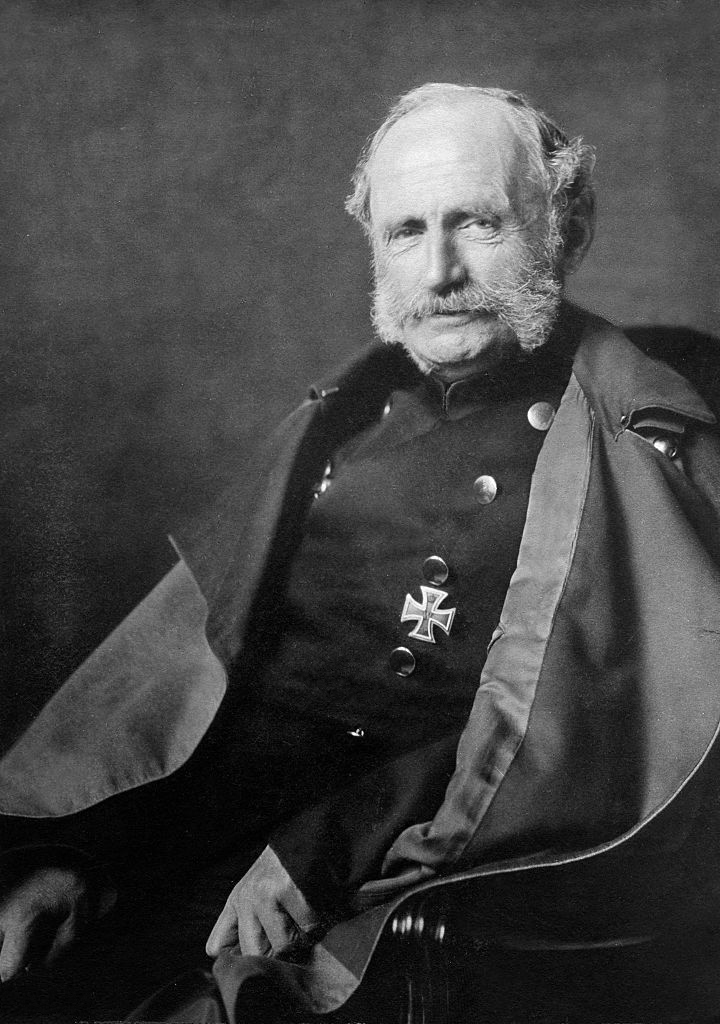
Albert (1828–1902)

- Albert (Propst), Vierter Klosterpropst zu Uetersen
- Albert Anton (1641–1710), Graf von Schwarzburg-Rudolstadt
- Albert Behaim, Kanoniker
- Albert d’Ailly, Louis Auguste d’ (1676–1744), französischer Militär, Marschall von Frankreich
- Albert d’Ailly, Michel Ferdinand d’ (1714–1769), französischer Adliger und Wiss⁫enschaftler
- Albert de Brudzewo (1445–1497), polnischer Mathematiker und Astronom; Lehrer von Nicolaus Copernicus
- Albert de Luynes von Grimbergen, Ludwig Joseph d’ (1672–1758), bayerischer Diplomat
- Albert de Luynes, Paul d’ (1703–1788), französischer Geistlicher, Erzbischof von Sens und Kardinal
- Albert Friedrich von Anhalt-Dessau (1750–1811), Prinz von Anhalt-Dessau
- Albert Friedrich von Brandenburg (1582–1600), Markgraf von Brandenburg
- Albert Guðmundsson (* 1958), isländischer Fußballspieler
- Albert Guðmundsson (* 1997), isländischer Fußballspieler
- Albert i Paradís, Caterina (1869–1966), spanische Autorin
- Albert I., Graf von Namur
- Albert I., Graf von Görz
- Albert I. (1848–1922), Fürst von Monaco
- Albert I. (1875–1934), König der BelgierAlbert I. (1875–1934)

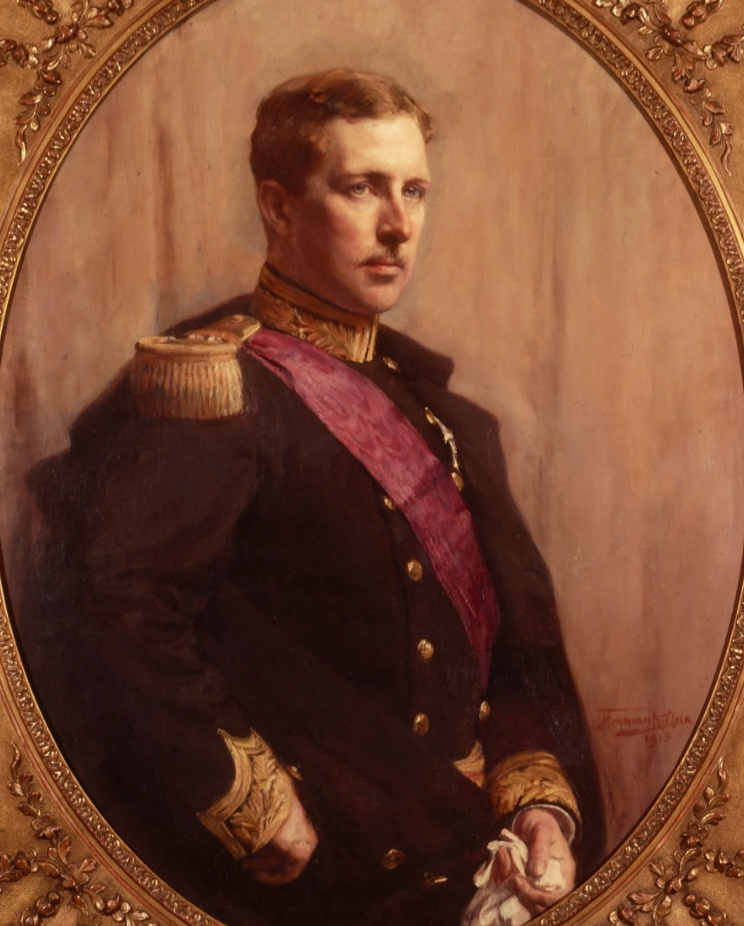
Albert I. (1875–1934)

- Albert I. von Bogen († 1100), Graf von Bogen
- Albert I. von Enn († 1336), Bischof von Brixen
- Albert I. von Harthausen († 1184), Bischof von Freising
- Albert I. von Pietengau, Bischof von Regensburg
- Albert II., Graf von Namur
- Albert II. († 1395), Erzbischof von Bremen
- Albert II. († 1327), Herrscher Grafschaft Görz
- Albert II. (* 1934), belgischer König
- Albert II. (* 1958), monegassischer Adeliger, Fürst von Monaco (2005–)Albert II. (* 1958)

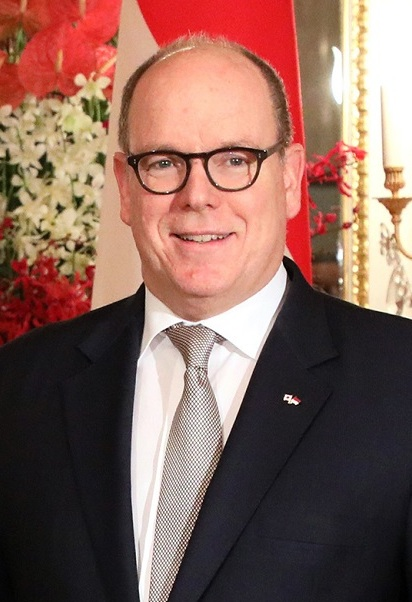
Albert II. (* 1958)

- Albert II. Krummendiek († 1489), Bischof von Lübeck
- Albert II. von Bogen († 1146), Graf von Bogen
- Albert II. von Hohenberg († 1359), Bischof von Freising, Konstanz und Würzburg
- Albert II. von Sachsen-Wittenberg († 1342), Fürstbischof des Bistums Passau (1320–1342)
- Albert II. von Störmede, Truchsess der Herren von Lippe und Marschall von Westfalen
- Albert III. († 1374), Graf von Görz, Pfalzgraf von Kärnten
- Albert III. († 1102), Graf von Namur, Vogt von Saint Aubian, Stablo und Malmedy
- Albert III. († 1253), Graf von Tirol
- Albert III. von Bogen (1165–1197), Graf von Bogen
- Albert III. von Stauffenberg († 1421), Bischof von Regensburg
- Albert III. von Winkel († 1380), Bischof von Passau
- Albert IV. von Bogen († 1242), Graf von Bogen
- Albert Kasimir von Sachsen-Teschen (1738–1822), österreichischer Herzog und Kunstsammler
- Albert Llorente, Carlos (* 1943), mexikanischer Fußballspieler
- Albert Schneider, Tótila (1892–1967), chilenischer Bildhauer und Dichter
- Albert Sigurður Guðmundsson (1923–1994), isländischer Fußballspieler und Politiker
- Albert Victor, Duke of Clarence and Avondale (1864–1892), britischer PrinzAlbert Victor, Duke of Clarence and Avondale (1864–1892)
- Albert von Aachen, Chronist

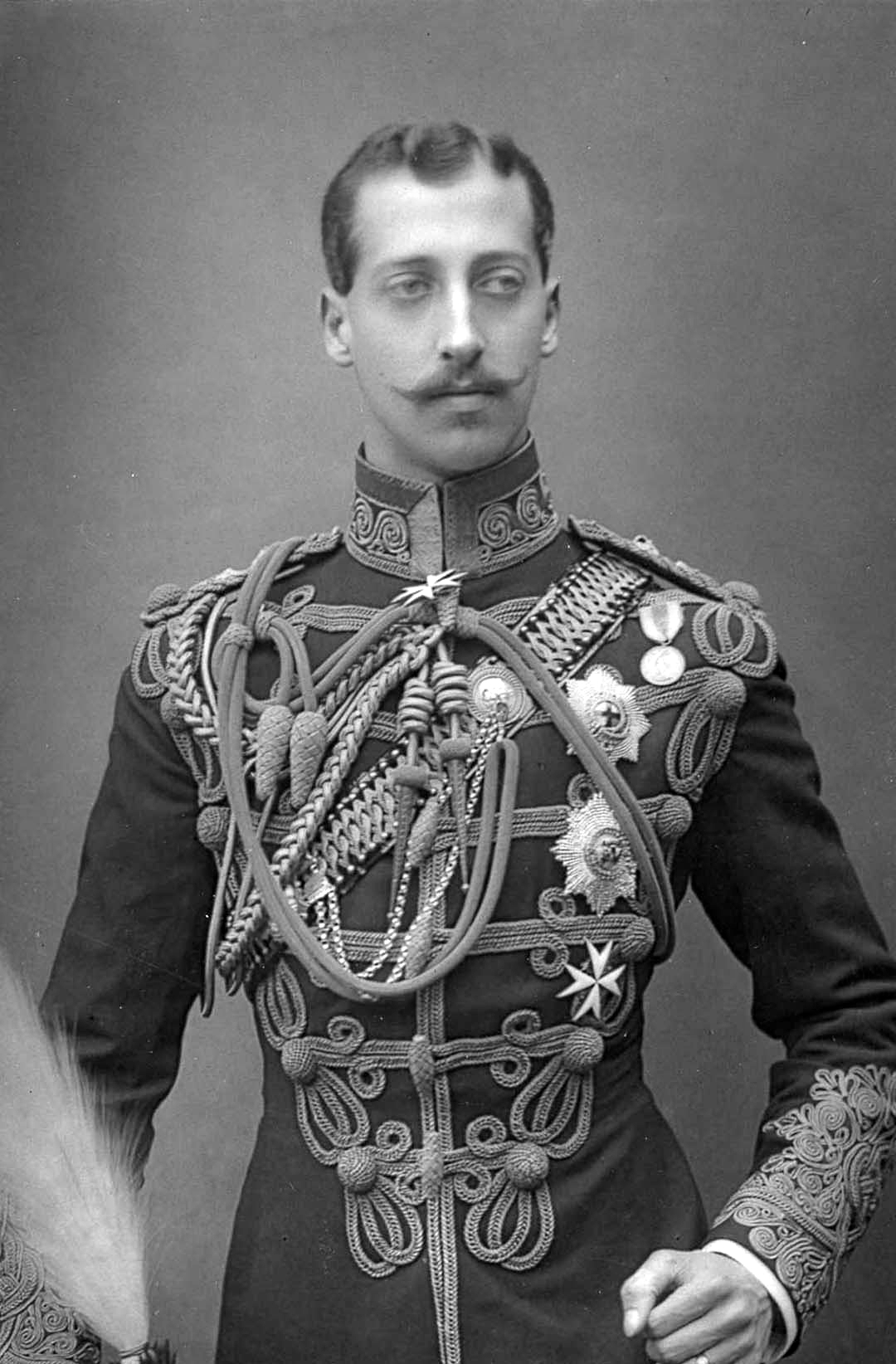
Albert Victor, Duke of Clarence and Avondale (1864–1892)

- Albert von Admont, salzburgischer römisch-katholischer Geistlicher
- Albert von Arnstein, Bischofselekt von Brandenburg
- Albert von Augsburg, Benediktinermönch
- Albert von Bardewik († 1310), Lübecker Bürgermeister
- Albert von Brescia († 1314), italienischer Dominikaner
- Albert von Buxthoeven († 1229), Bischof von Riga
- Albert von Cashel, Heiliger
- Albert von Herpen, Domherr in Münster
- Albert von Jerusalem († 1214), katholischer Bischof und Heiliger
- Albert von Köln († 1525), Abt des Klosters Grafschaft
- Albert von Lauterbeck († 1384), salzburgischer römisch-katholischer Geistlicher
- Albert von Mußbach († 1277), adeliger Domherr in Speyer sowie in Worms
- Albert von Namur, Regent von Jaffa
- Albert von Pisa († 1240), italienischer Franziskaner
- Albert von Rickmersdorf († 1390), deutscher Mathematiker und Logiker sowie Bischof von Halberstadt
- Albert von Sachsen (1875–1900), Prinz von Sachsen
- Albert von Sachsen-Altenburg (1843–1902), Prinz von Sachsen-Altenburg, preußischer General der Kavallerie, russischer General
- Albert von Sachsen-Coburg und Gotha (1819–1861), Ehemann Victorias I. von Großbritannien und IrlandAlbert von Sachsen-Coburg und Gotha (1819–1861)

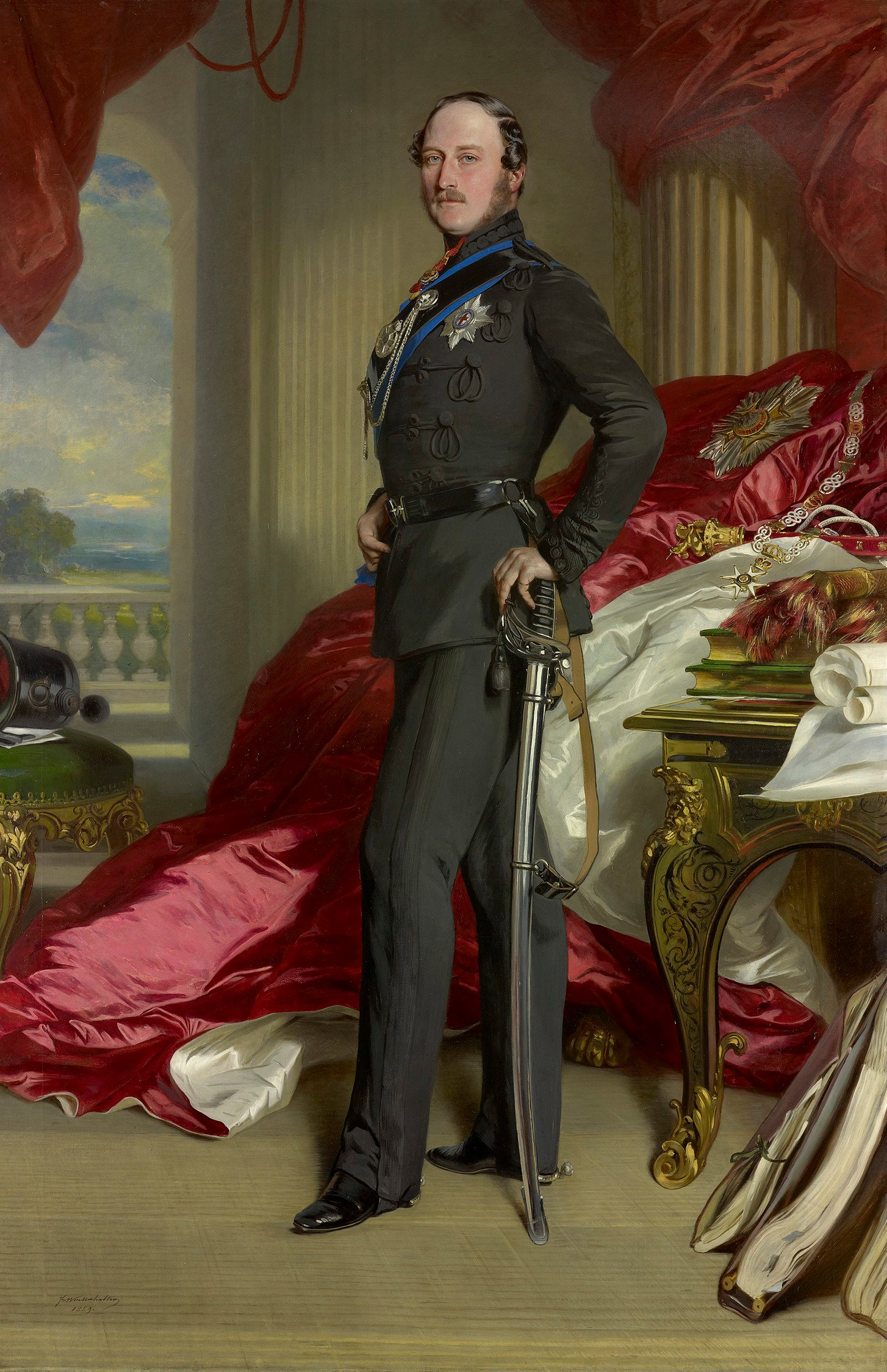
Albert von Sachsen-Coburg und Gotha (1819–1861)

- Albert von Sax († 1406), Schweizer Freiherr und Graf
- Albert von Soest († 1589), deutscher Bildschnitzer
- Albert von Stade († 1264), Prior des Marienklosters zu Stade und späterer Abt
- Albert von Straßburg, deutscher Geistlicher und Chronist
- Albert, A., französischer Rugbyspieler
- Albert, Abraham Adrian (1905–1972), US-amerikanischer Mathematiker
- Albert, Alexander (* 1966), deutscher Herzchirurg und Wissenschaftler
- Albert, Alois (1880–1939), deutscher Politiker (BVP), MdR
- Albert, Andreas (1821–1882), deutscher Industrieller, Mitbegründer der Schnellpressenfabrik Albert & Hamm
- Albert, Antonie (1854–1942), deutsche Kunstsammlerin
- Albert, Arthur (* 1946), US-amerikanischer Kameramann
- Albert, Attila (* 1972), ungarisch-deutscher Journalist, Coach und Autor
- Albert, August (1854–1932), österreichischer Techniker und Hochschullehrer
- Albert, August (* 1881), deutscher Philologe, Übersetzer und Beamter
- Albert, August (1882–1951), deutscher Chemiker und Hochschullehrer
- Albert, Auguste, französischer Segler
- Albert, Barbara (* 1966), deutsche Chemikerin
- Albert, Barbara (* 1970), österreichische Filmregisseurin, Autorin und ProduzentinBarbara Albert (* 1970)

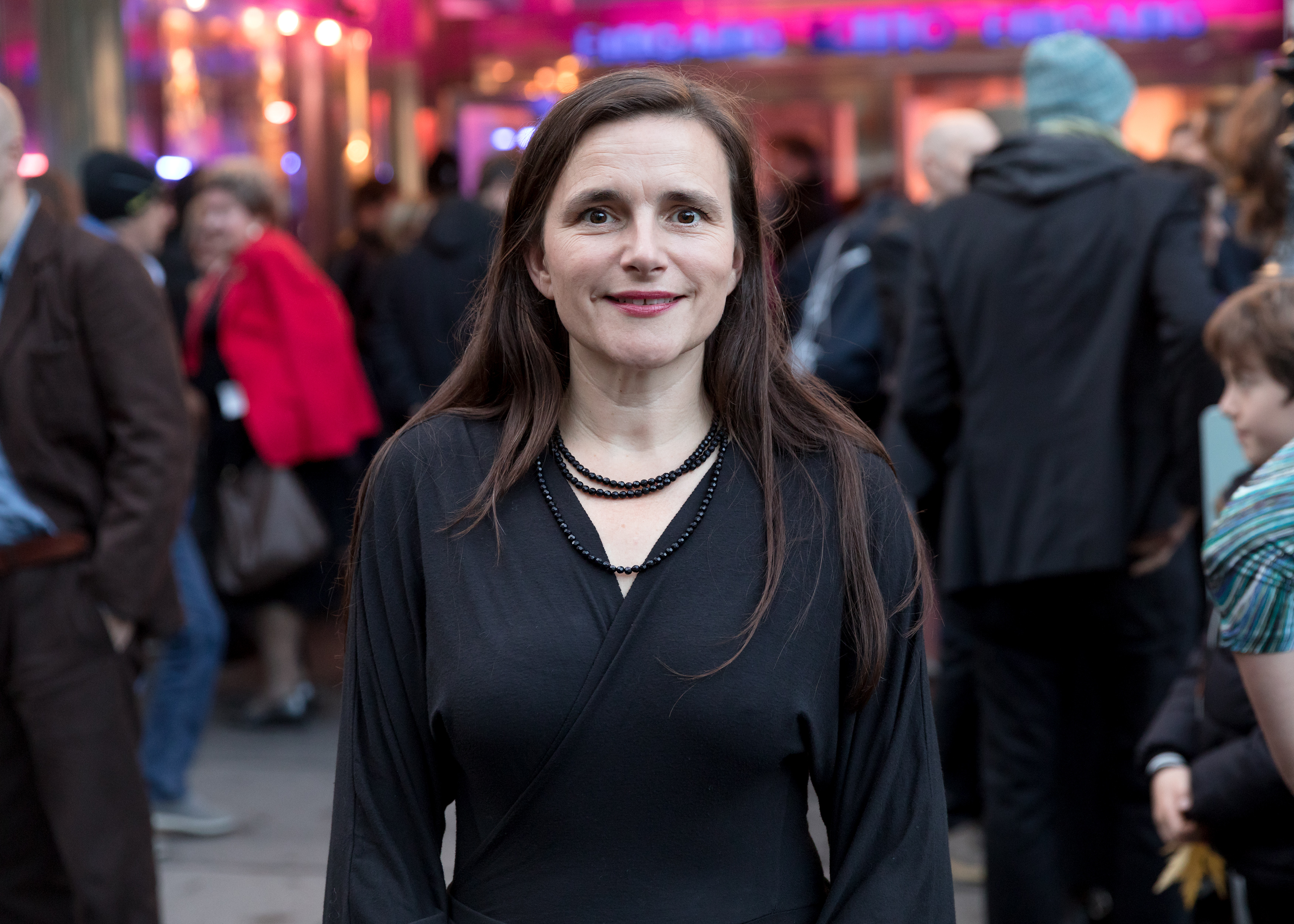
Barbara Albert (* 1970)

- Albert, Bernd (* 1940), deutscher Offizier
- Albert, Branden (* 1984), US-amerikanischer American-Football-Spieler
- Albert, Carl (1908–2000), US-amerikanischer Politiker
- Albert, Charles (* 1997), französischer Boulderer
- Albert, Charles Honoré d’ (1646–1712), französischer Adeliger, Politiker und Militär
- Albert, Charles Louis Napoléon d’ (1809–1886), französischer Ballettkomponist und Ballettmeister
- Albert, Charles Philippe d’ (1695–1758), französischer Adeliger und Memoirenschreiber
- Albert, Claudia (* 1953), deutsche Literaturwissenschaftlerin
- Albert, Don (1908–1980), amerikanischer Jazz-Trompeter und Bandleader
- Albert, Eddie (1906–2005), US-amerikanischer Schauspieler
- Albert, Eduard (1841–1900), böhmisch-österreichischer Chirurg und literarischer Übersetzer
- Albert, Edward (1951–2006), US-amerikanischer Schauspieler
- Albert, Ernst (1859–1936), deutscher Biologe, Theaterschauspieler und Stadtoriginal
- Albert, Eromosele (* 1974), nigerianischer Boxer
- Albert, Erwin (* 1954), deutscher Fußballspieler
- Albert, Eugen (1856–1929), deutscher Chemiker, Erfinder und Unternehmer
- Albert, Eugen d’ (1864–1932), deutscher Komponist und PianistEugen d’Albert (1864–1932)

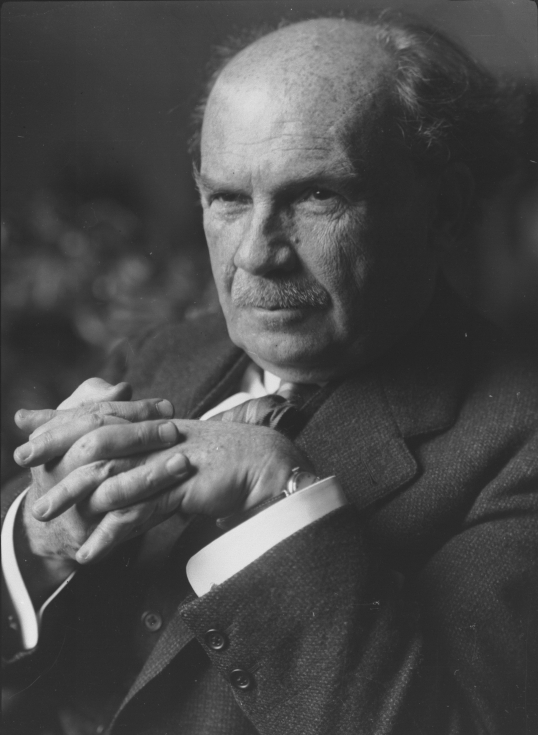
Eugen d’Albert (1864–1932)

- Albert, Flórián (1941–2011), ungarischer Fußballspieler und -trainer
- Albert, František (1856–1923), tschechischer Arzt, Erzähler, Journalist und Übersetzer
- Albert, Franz (1931–2017), österreichischer Autorennfahrer
- Albert, Friedrich (1805–1891), deutscher Jurist und Abgeordneter
- Albert, Friedrich Georg Ernst (1860–1944), deutscher Agrarwissenschaftler
- Albert, Friedrich Heinrich Leonhard (* 1819), deutscher Jurist und Politiker
- Albert, Georg (1869–1943), österreichischer Philosoph, Schriftsteller und Privatgelehrter
- Albert, Georges (* 1885), französischer Fußballspieler
- Albert, Gerd-Elin (* 1981), norwegische Handballspielerin
- Albert, Gina (* 1938), deutsche Filmschauspielerin
- Albert, Günter (* 1963), deutscher Fußballspieler
- Albert, Günther (* 1931), deutscher Fußballspieler
- Albert, Hans (1851–1912), deutscher Theaterschauspieler- und Intendant
- Albert, Hans (* 1872), deutscher Bankier und Konsul für das Königreich Norwegen
- Albert, Hans (1921–2023), deutscher Soziologe, Philosoph und HochschullehrerHans Albert (1921–2023)

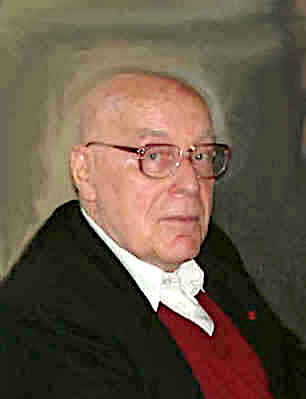
Hans Albert (1921–2023)

- Albert, Hans-Joachim von (1927–2017), deutscher Jurist
- Albert, Heinrich (1604–1651), deutscher Komponist und Liederdichter der Barockzeit
- Albert, Heinrich (1766–1820), deutscher Porträt- und Miniaturmaler
- Albert, Heinrich (1835–1908), deutscher Chemiker und Unternehmer
- Albert, Heinrich (1838–1909), deutscher Unternehmer und Politiker
- Albert, Heinrich (1870–1950), Gitarrist und Komponist
- Albert, Heinrich (1896–1971), deutscher Politiker (CDU), MdV, stellvertretender Landesvorsitzender
- Albert, Heinrich Friedrich (1874–1960), deutscher Politiker und letzter Reichsschatzminister
- Albert, Helmut (* 1926), deutscher Fußballspieler
- Albert, Herbert (1903–1973), deutscher Dirigent und Kapellmeister
- Albert, Hermann (1887–1933), deutscher Politiker (SPD)
- Albert, Hermann (* 1937), deutscher Maler und Hochschullehrer
- Albert, Honoré d’ (1581–1649), französischer Marschall
- Albert, Jean (1904–1976), französischer Karambolagespieler, Welt- und Europameister im Cadre
- Albert, Jeff (* 1970), US-amerikanischer Jazzmusiker, Komponist und Hochschullehrer
- Albert, Jesse (* 1984), deutscher Schauspieler
- Albert, Jodi (* 1983), britische Schauspielerin und Sängerin
- Albert, Johann Ferdinand (1745–1839), deutscher Beamter
- Albert, Johann Friedrich (1720–1784), deutscher Philologe, Rektor des Gymnasiums in Nordhausen sowie Autor
- Albert, Johann Valentin (1774–1856), deutscher Unternehmer, Frankfurter Spielwarenhändler und Mechaniker
- Albert, Johannes (1875–1954), deutsch-russischer römisch-katholischer Geistlicher und Märtyrer
- Albert, John (1912–1981), austroamerikanischer Journalist
- Albert, John (* 1989), US-amerikanischer Eishockeyspieler
- Albert, Joseph (1825–1886), deutscher Fotograf und ErfinderJoseph Albert (1825–1886)

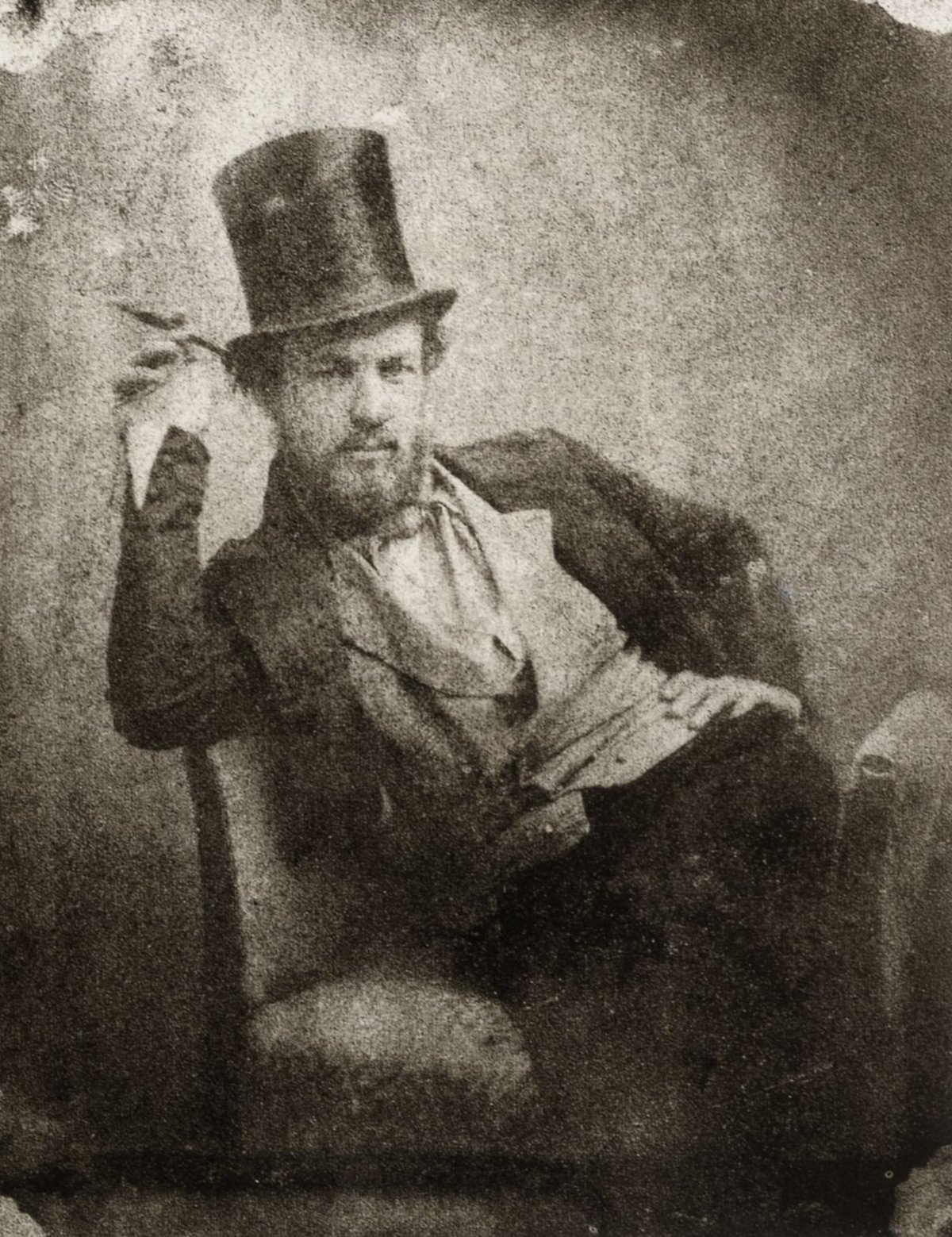
Joseph Albert (1825–1886)

- Albert, Joseph (1890–1957), deutscher Redakteur
- Albert, Joseph Jean-Baptiste (1771–1822), französischer Général de division der Infanterie
- Albert, Josué (* 1992), französischer Fußballspieler
- Albert, Judith (* 1969), Schweizer Videokünstlerin
- Albert, Julius (1787–1846), hannoveranischer Berghauptmann
- Albert, Karl (1743–1819), deutscher Bildhauer des Rokoko
- Albert, Karl (1878–1952), österreichischer Grafiker und Sachbuchautor
- Albert, Karl (1921–2008), deutscher Philosoph und Hochschullehrer
- Albert, Karsten (* 1968), deutscher Rennrodler
- Albert, Klaus (* 1951), deutscher Fußballspieler
- Albert, Kurt (1881–1945), deutscher Chemiker und Industrieller
- Albert, Kurt (* 1952), Schweizer Akkordeonspieler
- Albert, Kurt (1954–2010), deutscher BergsteigerKurt Albert (1954–2010)

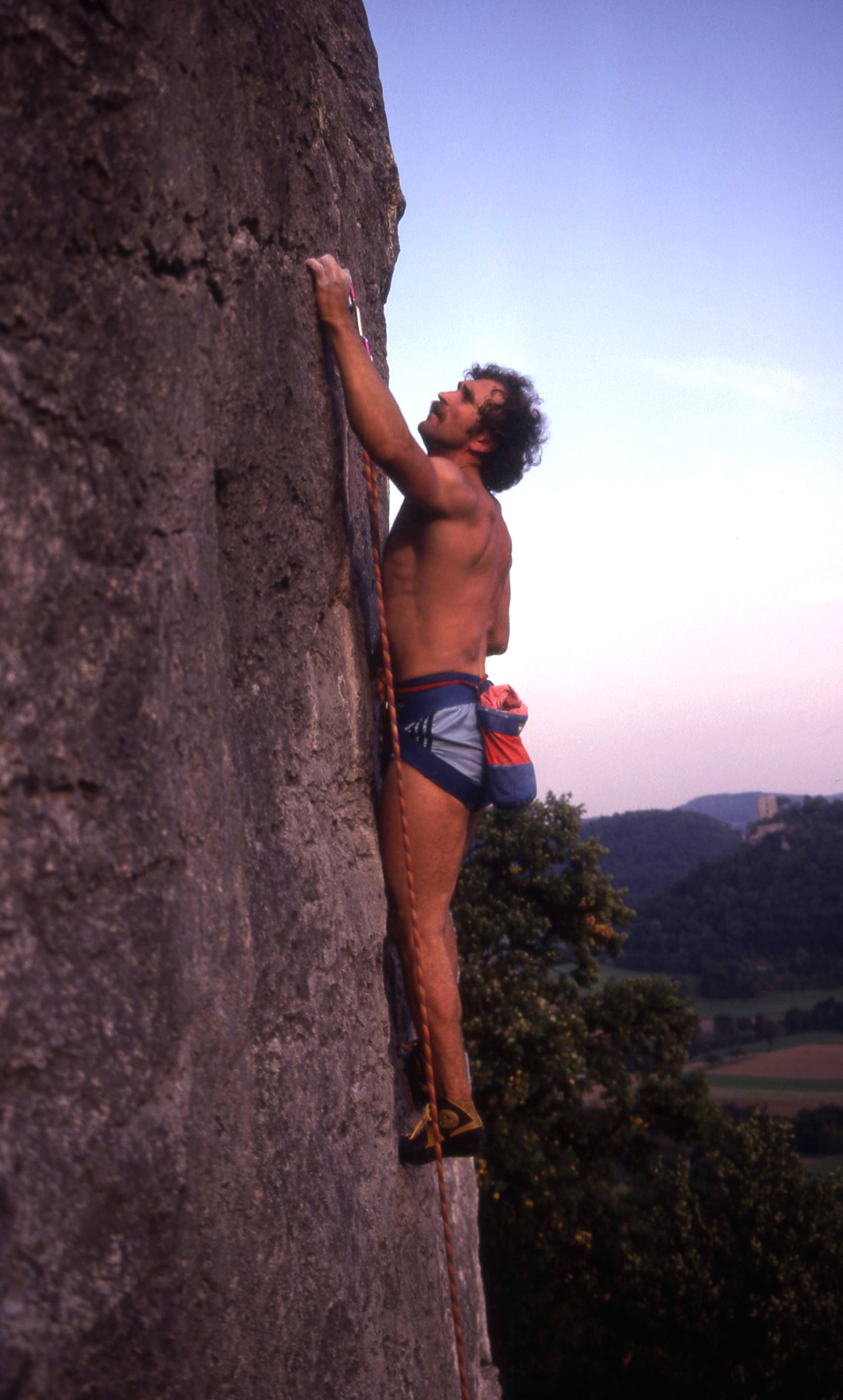
Kurt Albert (1954–2010)

- Albert, Lars (* 1982), deutscher Zehnkämpfer
- Albert, Louis (1898–1951), französischer Skispringer
- Albert, Louis Charles d’ (1620–1690), französischer Adliger und Moralist
- Albert, Ludwig (1900–1955), deutscher Kriminalpolizist und Geheimdienstmitarbeiter
- Albert, Marcel (* 1959), deutscher Ordensgeistlicher, Benediktiner, Kirchenhistoriker
- Albert, Marko (* 1979), estnischer Triathlet
- Albert, Martin (1642–1718), kursächsischer Rat und deutscher Unternehmer
- Albert, Martin (1909–1991), deutscher Politiker (SPD), MdL
- Albert, Martine (* 1973), kanadische Biathletin
- Albert, Marvin H. (1924–1996), US-amerikanischer Autor
- Albert, Matheus, Schweizer Glockengiesser in Chur
- Albert, Mathias (* 1967), deutscher Politikwissenschaftler
- Albert, Max (1905–1976), deutscher Schriftsteller
- Albert, Maximilian (1866–1903), Lyoner Missionar, Apostolischer Präfekt und Apostolischer Vikar der Goldküste, in Ghana
- Albert, Mechthild (* 1956), deutsche Romanistin
- Albert, Michael (1836–1893), siebenbürgischer Schriftsteller und Dichter
- Albert, Michael (* 1947), US-amerikanischer Autor und politischer Aktivist
- Albert, Michel (1930–2015), französischer Ökonom
- Albert, Morris (* 1951), brasilianischer Sänger und Songschreiber
- Albert, Niels (* 1986), belgischer Cyclocross- und Straßenradfahrer
- Albert, Octavia V. Rogers (* 1853), US-amerikanische Autorin
- Albert, Paul (1557–1600), Fürstbischof von Breslau
- Albert, Paul (1827–1880), französischer Literaturhistoriker
- Albert, Paul (1876–1903), deutscher Radrennfahrer
- Albert, Peter (* 1936), deutscher Architekt, Maler und Grafiker
- Albert, Peter (1946–2001), deutscher Schlagersänger
- Albert, Peter Paul (1862–1956), deutscher Historiker und Archivar
- Albert, Philipp (* 1990), deutscher Fußballspieler
- Albert, Philippe (* 1967), belgischer Fußballspieler
- Albert, Rafael (* 1992), österreichischer Schauspieler, Sänger und Synchronsprecher
- Albert, Rainer (* 1949), deutscher Numismatiker
- Albert, Reinhold (* 1953), deutscher Heimatforscher und ehrenamtlicher Heimatpfleger des Landkreises Rhön-Grabfeld
- Albert, Réka (* 1972), rumänische Hochschullehrerin für Physik und Biologie, Netzwerktheoretikerin
- Albert, Richard (* 1983), deutscher Filmkomponist, Musiker und Songwriter
- Albert, Robert (1869–1952), deutscher Forstwissenschaftler
- Albert, Robert (1877–1933), deutscher Redakteur und Manager
- Albert, Rudolf (1899–1975), deutscher Schriftsteller
- Albert, Samantha (* 1971), kanadisch-jamaikanische Reiterin
- Albert, Sebastian (* 1987), deutscher Fußballspieler
- Albert, Stefan (* 1959), österreichischer Komponist
- Albert, Stephen (1941–1992), US-amerikanischer Komponist
- Albert, Steven Moebius, deutscher Trance-DJ und Musikproduzent
- Albert, Susan Wittig (* 1940), US-amerikanische Schriftstellerin
- Albert, Theodor (1822–1888), deutscher Maler und Lithograf
- Albert, Thomas (* 1953), deutscher Violinist, Dirigent und Hochschullehrer
- Albert, Ulf (* 1964), deutscher Filmeditor
- Albert, Veronika (* 1978), österreichische Kostümbildnerin
- Albert, Walter (1901–1953), deutscher Ausstellungsmanager
- Albert, Werner (1901–1980), deutscher Ingenieur
- Albert, Werner Andreas (1935–2019), deutscher Dirigent
- Albert, Wilhelm (1890–1981), deutscher pädagogischer Schriftsteller
- Albert, Wilhelm (1898–1960), deutscher SS-Führer
- Albert, Wilhelm Diedrich (1799–1878), Superintendent des Kirchenkreises Hagen und Präses der Westfälischen Provinzialsynode der Evangelischen Kirche Preußens
- Albert, William (1816–1879), US-amerikanischer Politiker
- Albert, Wolfgang (* 1950), deutscher Arzt
- Albert-Birot, Pierre (1876–1967), französischer Lyriker und Autor, der dem Dadaismus nahestand
- Albert-Buisson, François (1881–1961), französischer Richter, Manager und Politiker
- Albert-Lasard, Lou (1885–1969), deutsch-französische Malerin der ModerneLou Albert-Lasard (1885–1969)

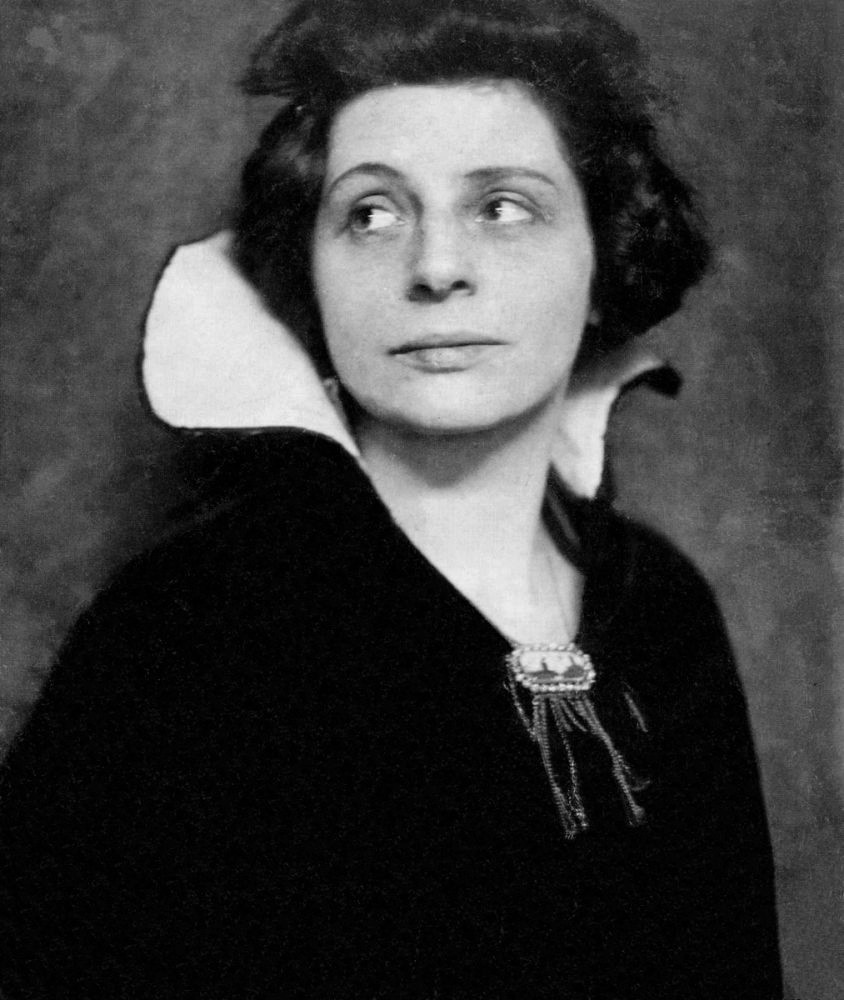
Lou Albert-Lasard (1885–1969)

##### Alberta
- Alberta Slim (1910–2005), britischer Country-Sänger
- Albertalli, Becky (* 1982), US-amerikanische Schriftstellerin
- Albertanus von Brescia (* 1195), italienischer Jurist und Gelehrter
- Albertarelli, Rino (1908–1974), italienischer Comiczeichner und Illustrator
- Albertarelli, Spartaco (* 1963), italienischer Spieleautor und Journalist
- Albertario, Agustina (* 1993), argentinische Hockeyspielerin
- Albertario, Davide (1846–1902), italienischer Geistlicher, katholischer Priester und politischer Publizist
- Albertazzi, Emma (1815–1847), britische Opernsängerin
- Albertazzi, Giorgio (1923–2016), italienischer Schauspieler und Fernsehregisseur
- Albertazzi, Michelangelo (* 1991), italienischer Fußballspieler

##### Alberte
- Albertelli, Pilo (1907–1944), italienischer Lehrer, Philosophiehistoriker und Partisan

##### Alberth
- Alberth, Frieder (* 1952), deutscher Sozialarbeiter, international in der AIDS-Hilfe engagiert
- Alberth, Rudolf (1918–1992), deutscher Dirigent und Komponist
- Alberthal, Hans, Graubündner Baumeister

##### Alberti
- Alberti Casellati, Maria Elisabetta (* 1946), italienische Anwältin und Politikerin der Forza Italia
- Alberti d’Enno, Francesco Felice (1701–1762), Fürstbischof von Trient
- Alberti d’Enno, Giuseppe Vittorio (1623–1695), Bischof von Trient
- Alberti di Poja, Francesco (1610–1689), Fürstbischof von Brixen und Trient
- Alberti di Villanova, Francesco (1737–1801), italienischer Literat, Romanist, Italianist, Übersetzer und Lexikograf
- Alberti, Adolf (1846–1914), deutscher Lehrer und Imker
- Alberti, Adriano (1870–1955), italienischer General, Militärschriftsteller und Senator
- Alberti, Alberto, Kardinal der Römischen Kirche
- Alberti, Alberto († 2006), italienischer Musikproduzent
- Alberti, Aldouin († 1363), Kardinal der Römischen Kirche
- Alberti, Alexander (1855–1929), deutscher Jurist und Politiker
- Alberti, Anton Gottfried (1727–1787), deutscher evangelisch-lutherischer Geistlicher
- Alberti, Antonina M. (* 1951), italienische Philosophiehistorikerin
- Alberti, Antonio, italienischer Maler
- Alberti, Armand von (1866–1919), deutscher Oberst
- Alberti, Arnaldo (1866–1896), italienischer Schriftsteller
- Alberti, Arnaldo (* 1936), Schweizer Journalist, Essayist, Publizist, Schriftsteller und Major der Schweizer Armee
- Alberti, Burchard (1898–1988), deutscher Insektenforscher und Lebensmittelchemiker
- Alberti, Carl († 1828), preußischer Beamter
- Alberti, David Friedrich (* 1731), deutscher Departementsrat in Preußen
- Alberti, Domenico († 1746), italienischer Komponist
- Alberti, Eduard (1798–1883), deutscher Richter und Politiker, MdL
- Alberti, Eduard (1827–1898), deutscher Philologe und Philosoph
- Alberti, Francesco (1882–1939), Schweizer römisch-katholischer Geistlicher, Journalist und Politiker
- Alberti, Franz, italienischer Autor
- Alberti, Friedrich von (1795–1878), deutscher Geologe, Paläontologe und Bergrat
- Alberti, Fritz (1877–1954), deutscher Schauspieler
- Alberti, Gasparo, italienischer Geistlicher und Komponist der Renaissance
- Alberti, Gerd (1943–2016), deutscher Zoologe
- Alberti, Gerhard K. B. (1931–2019), deutscher Paläontologe
- Alberti, Giacomo, Pseudokardinal von Gegenpapst Nikolaus V.
- Alberti, Giacomo (1896–1973), Schweizer Architekt
- Alberti, Gigio (* 1956), italienischer Schauspieler
- Alberti, Gioachimo (1595–1673), lombardischer Adeliger
- Alberti, Giovanni (1558–1601), italienischer Maler
- Alberti, Giovanni (1917–2019), italienischer Autorennfahrer
- Alberti, Giovanni (* 1965), italienischer Mathematiker
- Alberti, Giuseppe (1640–1716), italienischer Barockmaler
- Alberti, Giuseppe (* 1965), italienischer römisch-katholischer Geistlicher, Bischof von Oppido Mamertina-Palmi
- Alberti, Giuseppe Matteo (1685–1751), italienischer Komponist und Violinist des Barock
- Alberti, Guido (1909–1996), italienischer Industrieller und Schauspieler
- Alberti, Heinrich Christian (1722–1782), deutscher Mediziner, Botaniker und Hochschullehrer
- Alberti, Ignaz (1760–1794), österreichischer Zeichner, Kupferstecher und Buchdrucker
- Alberti, Irene von (* 1963), deutsche Filmregisseurin und Filmproduzentin sowie DrehbuchautorinIrene von Alberti (* 1963)

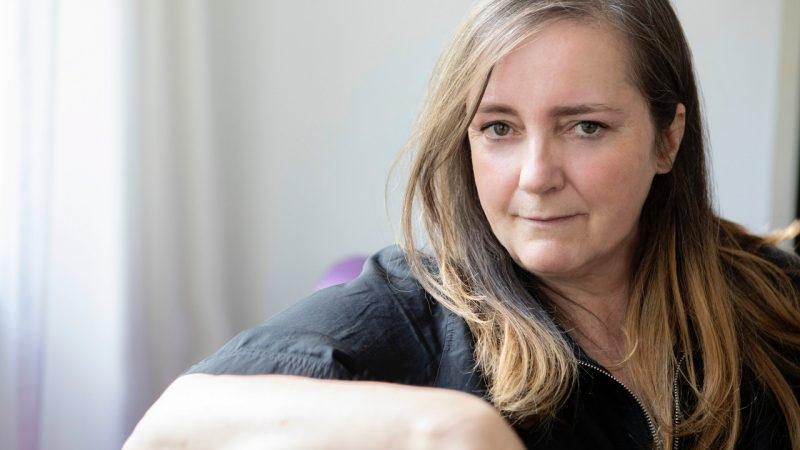
Irene von Alberti (* 1963)

- Alberti, Johann Friedrich (1642–1710), deutscher Organist und Komponist
- Alberti, Johann Georg (1644–1722), deutscher Orgelbauer
- Alberti, Johannes (1698–1762), niederländischer reformierter Theologe und Philologe
- Alberti, José (* 1997), uruguayischer Fußballspieler
- Alberti, Juan Agostino (* 1916), uruguayischer Fußballspieler
- Alberti, Julius (1832–1902), deutscher Politiker, MdL
- Alberti, Julius Gustav (1723–1772), evangelisch-lutherischer deutscher Prediger
- Alberti, Karl (1856–1953), sudetendeutscher Lehrer und Heimatforscher
- Alberti, Karl Edmund Robert (1801–1870), deutscher Geistlicher, Pädagoge und Autor
- Alberti, Kazimiera (1898–1962), polnische Schriftstellerin und Publizistin
- Alberti, Konrad (1862–1918), deutscher Schriftsteller, Biograf, Literaturhistoriker und Chefredakteur der Berliner Morgenpost
- Alberti, Konrad von (1894–1967), deutscher Offizier, Generalmajor der Wehrmacht im Zweiten Weltkrieg
- Alberti, Leandro (* 1479), italienischer Dominikaner und Historiker
- Alberti, Leon Battista (1404–1472), italienischer Humanist, Schriftsteller, Mathematiker, ArchitektLeon Battista Alberti (1404–1472)

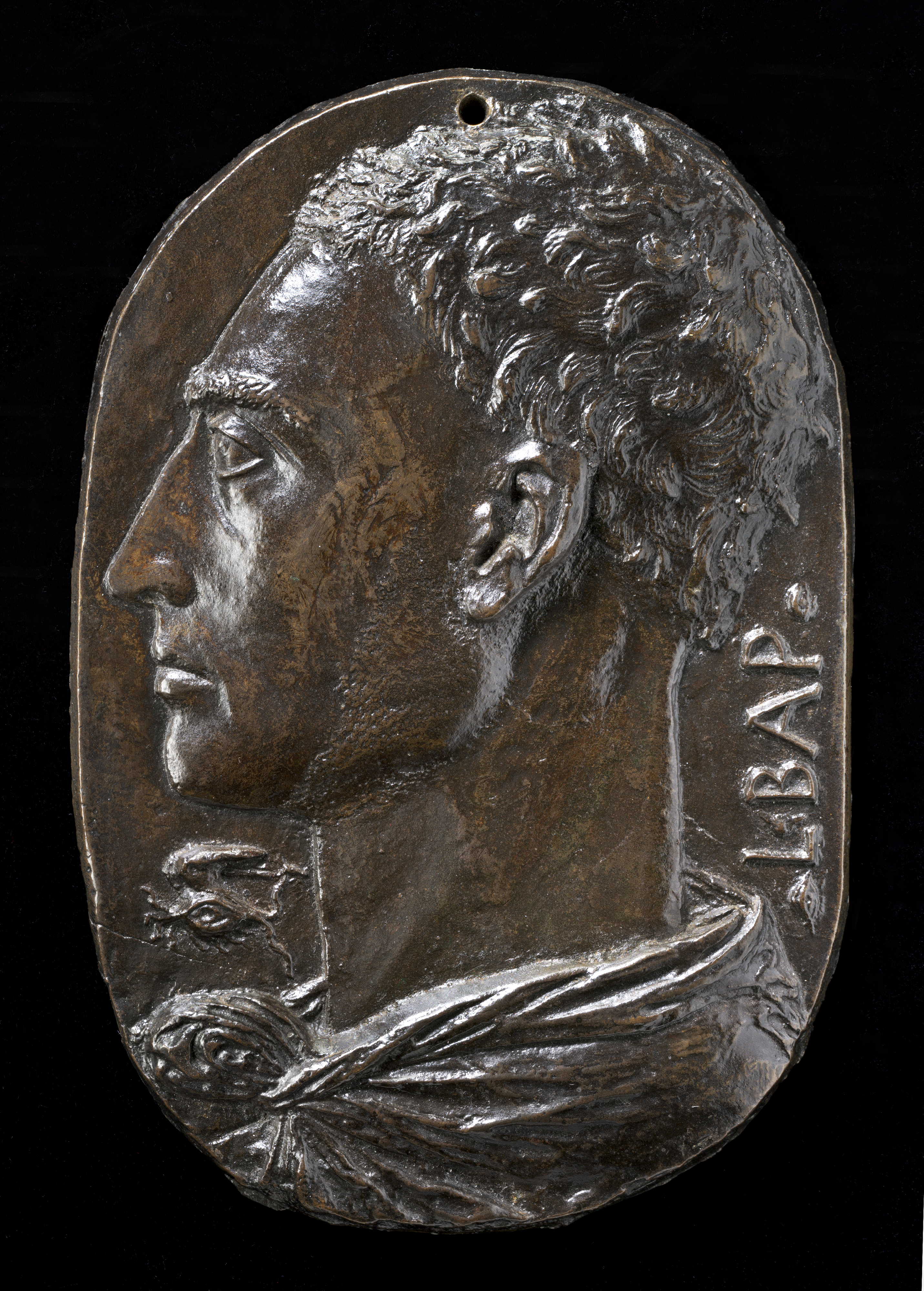
Leon Battista Alberti (1404–1472)

- Alberti, Leonora de (1870–1934), in England geborene Historikerin, Journalistin und Suffragette spanisch-französischer Abstammung
- Alberti, Leopold (1816–1892), deutscher Redakteur, Schriftsteller und Prediger
- Alberti, Ludwig (1805–1857), deutscher Richter und Politiker, MdL
- Alberti, Luis (1906–1976), dominikanischer Merengue-Komponist
- Alberti, Maria (1767–1812), deutsche Malerin und Oberin
- Alberti, Maryse (* 1954), französische Kamerafrau
- Alberti, Matteo (1647–1735), italienischer Barockarchitekt in Deutschland
- Alberti, Matthias (* 1963), deutscher Medienmanager
- Alberti, Max (* 1982), deutscher Musiker, Model und Schauspieler
- Alberti, Michael (1682–1757), deutscher Mediziner, Physiker und Philosoph
- Alberti, Niccolò († 1321), italienischer Kardinal und Bischof von Spoleto
- Alberti, Otto von (1834–1904), königlich Württembergischer Geheimer Archivrat am Staatsarchiv Stuttgart
- Alberti, Ottorino Pietro (1927–2012), italienischer Geistlicher und Theologe, römisch-katholischer Erzbischof von Cagliari
- Alberti, Rafael (1902–1999), spanischer Dichter
- Alberti, Raffaele (1907–1951), italienischer Motorradrennfahrer
- Alberti, Romeu (1927–1988), brasilianischer Geistlicher, römisch-katholischer Erzbischof von Ribeirão Preto
- Alberti, Rüdiger (1898–1953), deutscher evangelisch-lutherischer Pfarrer
- Alberti, Salomon (1540–1600), Mediziner
- Alberti, Sophie (1826–1892), deutsche Schriftstellerin
- Alberti, Valentin (1635–1697), deutscher lutherischer Theologe
- Alberti, Victor (1884–1942), ungarisch-deutscher Musikverleger
- Alberti, Werner (1861–1934), deutscher Opernsänger (Tenor) und Gesangspädagoge sowie Filmschauspieler
- Alberti, Wilhelm Theodor Carl (1746–1771), deutscher Philologe, Theologe, Pädagoge, Rektor und Hochschuldozent in Helmstedt
- Alberti, Willeke (* 1945), niederländische Sängerin und FernsehschauspielerinWilleke Alberti (* 1945)

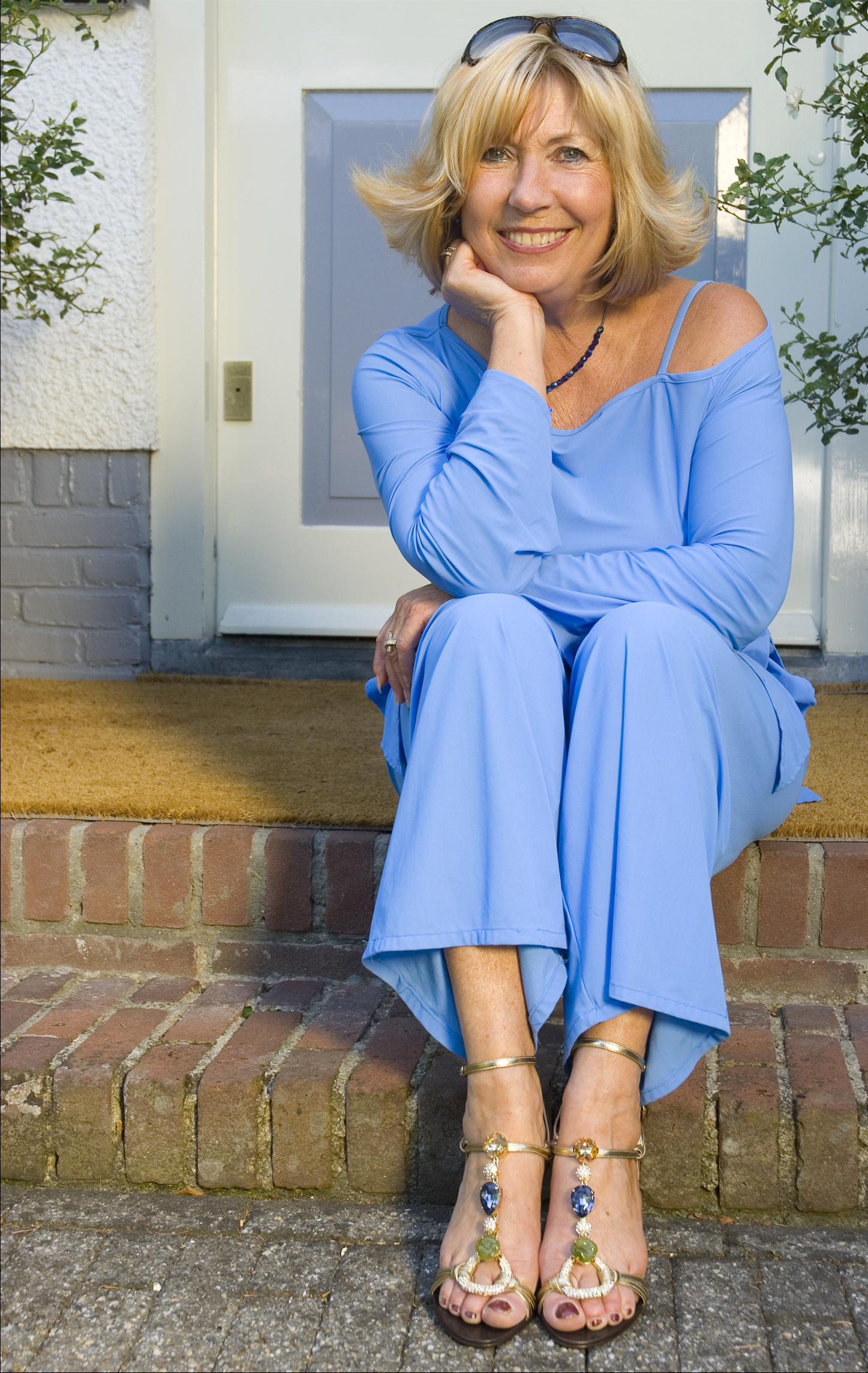
Willeke Alberti (* 1945)

- Alberti, Willy (1926–1985), niederländischer Sänger (Tenor)
- Albertin, Alphons (1736–1790), deutscher Benediktinermönch, Kirchenmusiker und Komponist
- Albertin, André (1867–1933), französischer Landschaftsmaler, Aquarellist, Journalist und Kunstkritiker
- Albertin, Lothar (1924–2018), deutscher Historiker
- Albertína Friðbjörg Elíasdóttir (* 1980), isländische Politikerin (Allianz)
- Albertina Friederike von Baden-Durlach (1682–1755), deutsche Prinzessin von Baden-Durlach
- Albertine Agnes von Oranien-Nassau (1634–1696), Fürstin von Nassau-Diez und ist somit die Stammmutter des heutigen holländischen Königshauses
- Albertine Johannette von Nassau-Hadamar (1679–1716), Fürstin von Salm
- Albertine, Viv (* 1954), englische Musikerin, Singer-Songwriterin, Autorin und Regisseurin
- Albertinelli, Mariotto (1474–1515), italienischer Maler
- Albertini Dow, Ellen (1913–2015), US-amerikanische Film- und Theaterschauspielerin
- Albertini, Adalberto (1924–1999), italienischer Filmregisseur
- Albertini, Ambrosius von (1894–1971), Schweizer Arzt, Präsident des Schweizerischen Roten Kreuzes
- Albertini, Antonio (1776–1836), italienischer Dichter
- Albertini, Demetrio (* 1971), italienischer FußballspielerDemetrio Albertini (* 1971)

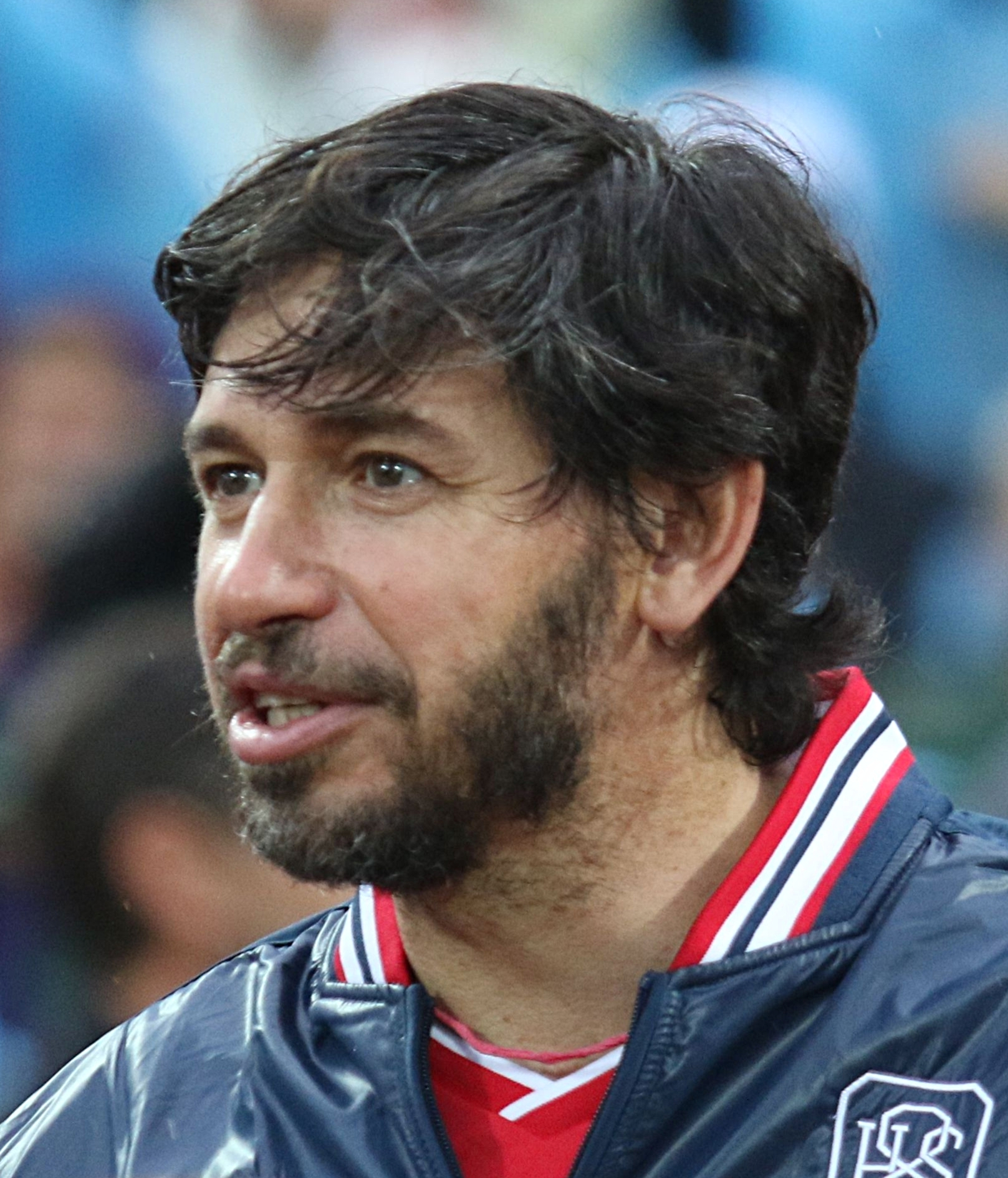
Demetrio Albertini (* 1971)

- Albertini, Edda (1926–1998), italienische Schauspielerin
- Albertini, Eugène (1880–1941), französischer Althistoriker und Altphilologe
- Albertini, Francesca Yardenit (1974–2011), deutsche Religionswissenschaftlerin
- Albertini, Gabriele (* 1950), italienischer Politiker (Forza Italia), MdEP, Mitglied des Senato della Repubblica
- Albertini, Giampiero (1927–1991), italienischer Schauspieler und Synchronsprecher
- Albertini, Giorgio Maria (1732–1810), italienischer Theologe
- Albertini, Hans, deutscher Kommunalpolitiker
- Albertini, Hippolito Francesco (1662–1738), italienischer Arzt
- Albertini, Ignazio (1644–1685), italienischer Komponist und Violinist des Barock
- Albertini, Jakob von (1793–1848), Schweizer Politiker
- Albertini, Johannes Baptista von (1769–1831), deutscher evangelischer Bischof der Herrnhuter Brüdergemeine, Kirchenlieddichter, Botaniker und Mykologe
- Albertini, Laura von (1853–1909), Schweizer Graphologin
- Albertini, Luciano (1882–1945), italienischer Schauspieler
- Albertini, Luigi (1871–1941), italienischer Publizist und Politiker
- Albertini, Maria Alessandra (* 1961), san-marinesische Diplomation
- Albertini, Mario (1885–1957), italienischer Schwimmer und Ruderer
- Albertini, Pierre (1942–2017), französischer Judoka
- Albertini, Remo (1920–2005), italienischer Politiker
- Albertini, Rudolf von (1923–2004), Schweizer Historiker
- Albertini, Thomas von (1829–1921), Schweizer Politiker (FDP-Liberale)
- Albertino (* 1962), italienischer Radiomoderator und DJ
- Albertinus, Aegidius (1560–1620), Schriftsteller und Übersetzer
- Albertis, Luigi Maria d’ (1841–1901), italienischer Forschungsreisender und Ornithologe

##### Alberto
- Alberto (* 1984), deutsch-US-amerikanischer BeatboxerAlberto (* 1984)

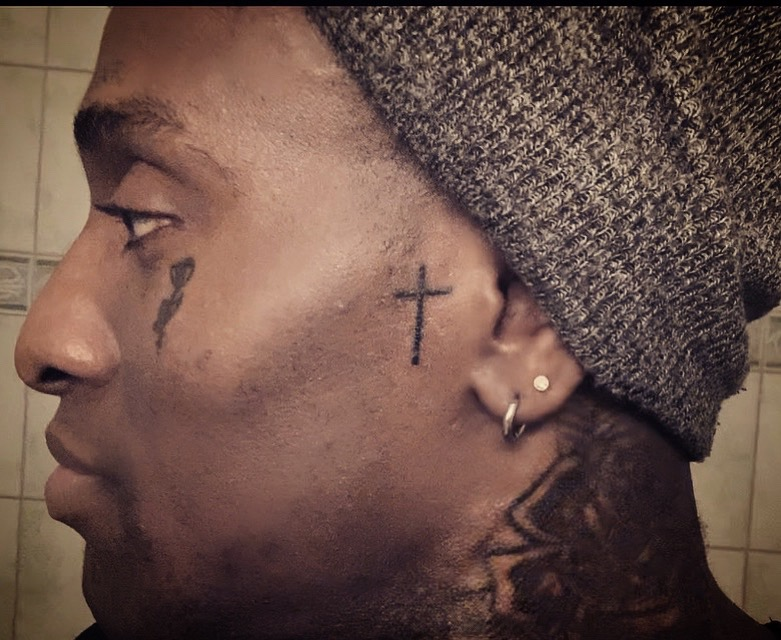
Alberto (* 1984)

- Alberto da Giussano, Führer des Lombardenbundes
- Alberto di Sarteano (1385–1450), Wanderprediger, Generalvikar der franziskanischen Observanten
- Alberto Francisca, Nely Carla (* 1983), spanische Handballspielerin und Handballtrainerin
- Alberto, Carlos (* 1963), brasilianischer Fußballspieler
- Alberto, Dominik (* 1992), Schweizer Stabhochspringer
- Alberto, Francielle Manoel (* 1989), brasilianische Fußballspielerin
- Alberto, Hanser (* 1992), dominikanischer Baseballspieler
- Alberto, Ibraimo (* 1963), Sozialpädagoge
- Alberto, José (* 1958), dominikanischer Musiker
- Alberto, Sílvia (* 1981), portugiesische Fernsehmoderatorin und Schauspielerin
- Alberto, Teopisto Valderrama (1912–1996), philippinischer Geistlicher, katholischer Bischof
- Albertolli, Giocondo (1742–1839), Schweizer Bildhauer und Architekt
- Alberton, Onécimo (* 1965), brasilianischer römisch-katholischer Geistlicher und Weihbischof in Florianópolis
- Albertoni, Giuseppe (* 1961), italienischer Historiker
- Albertoni, Lodovica (1474–1533), Franziskaner-Tertiarin und Mystikerin
- Albertosi, Enrico (* 1939), italienischer FußballtorhüterEnrico Albertosi (* 1939)

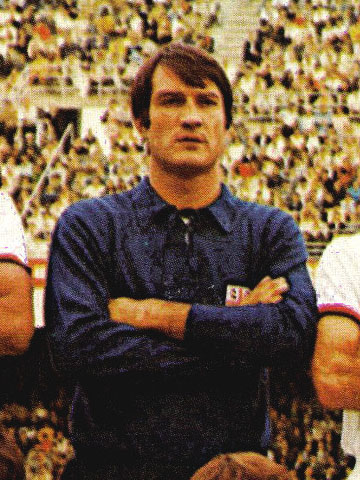
Enrico Albertosi (* 1939)

##### Albertr
- Albertrandi, Antoni († 1795), italienisch-polnischer Maler des Klassizismus

##### Alberts
- Alberts, Albert (1911–1995), niederländischer Schriftsteller, Übersetzer und Journalist
- Alberts, Alice (* 1991), US-amerikanische Triathletin
- Alberts, Andrew (* 1981), US-amerikanischer Eishockeyspieler
- Alberts, Bruce (* 1938), US-amerikanischer Biochemiker und Präsident der National Academy of Sciences
- Alberts, David S. (* 1942), US-amerikanischer Statistiker und Verteidigungsexperte
- Alberts, Herbert (* 1943), deutscher Kommunalpolitiker
- Alberts, Hermann (1865–1946), deutscher Vizeadmiral der Kaiserlichen Marine
- Alberts, Hermann (1869–1960), deutscher evangelischer Geistlicher und Autor
- Alberts, Ihno (1910–1985), deutscher Verwaltungsbeamter und Oberkreisdirektor des Landkreises Norden
- Alberts, Jacob (1860–1941), deutscher Maler
- Alberts, Jörg (* 1969), deutscher Drehbuchautor
- Alberts, Jürgen (* 1946), deutscher Krimiautor
- Alberts, Karl-Erik (1910–1989), schwedischer Kameramann
- Alberts, Klaus (* 1942), deutscher Jurist und Autor historischer Werke
- Alberts, Marita (* 1946), deutsche Schriftstellerin und Lehrerin
- Alberts, Sjaak (1926–1997), niederländischer Fußballspieler
- Alberts, Susan C. (* 1959), US-amerikanische Verhaltensbiologin
- Alberts, Walter (1883–1948), deutscher Eisenhüttenmann und Manager der deutschen Stahlindustrie
- Alberts, Ziggy (* 1994), australischer Singer-Songwriter
- Albertsen, Elisabeth (* 1939), deutsche Schriftstellerin
- Albertsen, Georg (1889–1961), dänischer Turner
- Albertsen, Heidi (* 1976), dänisches Fotomodell und Schauspielerin
- Albertsen, Martin (* 1974), dänischer Handballspieler und -trainer
- Albertshofer, Georg (1864–1933), deutscher Bildhauer
- Albertson, Chris (1931–2019), US-amerikanischer Musikjournalist, Jazz- und Blues-Autor und Musikproduzent isländischer Herkunft
- Albertson, Frank (1909–1964), US-amerikanischer Schauspieler
- Albertson, Jack (1907–1981), US-amerikanischer Schauspieler, Tänzer und Musiker
- Albertson, Mabel (1901–1982), US-amerikanische Charakterdarstellerin
- Albertson, Nathaniel (1800–1863), US-amerikanischer Politiker
- Albertson, Paul (* 1969), britischer Theater- und Filmschauspieler
- Albertson, Sean (* 1968), US-amerikanischer Filmeditor und Filmproduzent
- Albertsson, Albi (* 1987), deutsch-japanischer Songwriter, Komponist und Musikproduzent
- Albertsson, Bertil (1921–2008), schwedischer Langstreckenläufer

##### Albertu
- Albertus († 1442), deutscher Geistlicher, Weihbischof in Freising
- Albertus, Gegenpapst
- Albertus de Bezanis, Abt und Geschichtsschreiber
- Albertus de Bichelingen († 1371), Weihbischof in Würzburg
- Albertus Magnus († 1280), deutscher Philosoph, Universalgelehrter und BischofAlbertus Magnus († 1280)

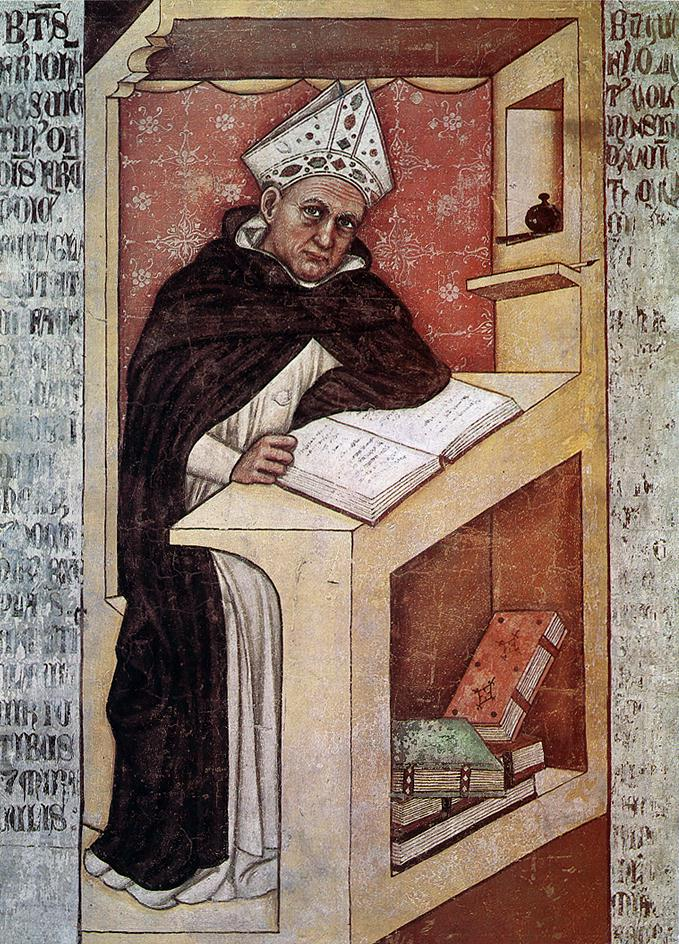
Albertus Magnus († 1280)

- Albertus Parisiensis, französischer Sänger und Komponist
- Albertus Pictor, gotischer schwedischer Maler und Perlensticker
- Albertus Siculus, Heiliger
- Albertus, Kristina (* 1945), deutsche Leichtathletin
- Albertus, Laurentius, deutscher Sprachwissenschaftler und Grammatiker
- Albertus, Megan (* 1981), US-amerikanische Schauspielerin

##### Alberty
- Alberty, Erna (1886–1952), deutsche Schauspielerin
- Alberty, Jakob (1811–1870), deutscher Bildhauer
- Alberty, Karl-Otto (1933–2015), deutscher Schauspieler
- Albertyn, Cathi, südafrikanische Juristin und Hochschullehrerin
- Albertynas, Albinas (1934–2005), litauischer Politiker

##### Albertz
- Albertz, Heinrich (1915–1993), deutscher Politiker (SPD), MdL, MdA
- Albertz, Hermann (* 1877), deutscher Politiker
- Albertz, Jörg (* 1971), deutscher FußballspielerJörg Albertz (* 1971)

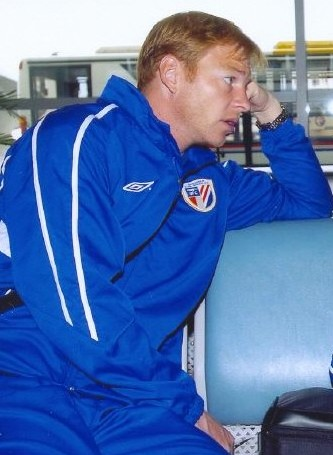
Jörg Albertz (* 1971)

- Albertz, Luise (1901–1979), deutsche Politikerin (SPD), MdL, MdB
- Albertz, Martin (1883–1956), deutscher Theologe und Widerstandskämpfer gegen den Nationalsozialismus
- Albertz, Rainer (* 1943), deutscher evangelischer Theologe
- Albertz, Sandra (* 1975), deutsche Fußballspielerin

#### Alberu
- Alberucci, Luca (* 1973), schweizerisch-italienischer Politiker (glp)
- Alberus, Erasmus († 1553), deutscher protestantischer Theologe, Reformator und Dichter

#### Albery
- Albery, John (1936–2013), britischer Chemiker

#### Alberz
- Alberzoni, Maria Pia (* 1952), italienische Historikerin

### Albes
- Albes, Andreas (* 1967), deutscher Schriftsteller
- Albes, August (1822–1900), deutscher Hofschauspieler und Opernsänger
- Albes, August (1841–1905), deutscher Architekt
- Albes, Emil (1861–1923), deutscher Schauspieler, Theaterregisseur und Filmregisseur
- Albes, Johannes Maximilian (* 1960), deutscher Herzchirurg, Forscher und Hochschullehrer
- Albes, Karl Wilhelm (* 1793), deutscher Königlich Hannoverscher Militärmusiker sow
- Albesa, Luis Oliver, spanischer Geschäftsmann und Fußballfunktionär

### Albev
- Albeverio, Sergio (* 1939), Schweizer mathematischer Physiker und Mathematiker
- Albeverio-Manzoni, Solvejg (* 1939), schweizerische Malerin und Autorin